# Историја Османског царства
Османско царство основало је племе Турака Огхуза са западних подручја данашње Турске, којима је владала Османска династија.
О историје Османлија пре 13. века још је много тога непознатог. Опште је прихваћено да је оснивач Oсманске државе, тј. каснијег Османског царства, био Осман, син Ертугрула, једног од туркменских вођа. Османов отац, Ертугрул добио је као газија од селџучког султана Алалдина II феудалне поседе и земље зване бејлик (beylik) или емират, са седиштем у граду Согуту, на византијској граници унутар Мале Азије. С припадницима једног броја свог туркменског племена чувао је границу и, као и друге газије, водио препаде на византијску територију. Те поседе наследио је његов син Осман.
У овом периоду царство се успостављало и доживело велике успехе. Вође и владари у овом периоду били су: Осман I (1258—1326), Орхан I (1326—1359), Мурат I (1359—1389), Бајазит I (1389—1402). После Бајазита 11 година је био период безвлашћа, то је период борбе његова четири сина за власт.

## Мехмед I (1413—1421)
После победе над браћом 1413. године Мехмед успешно заузима очев трон, одмах по почетку владавине Мехмед креће у рат са Византијом, Мехмед је свега владао 8 година од 1413 до 1421 године, умро је у мају 1421. године, а престо је наследио његов седамнаестогодишњи син Мурат .

## Мурат II (1421—1451)
У мају 1421. године беше дошао млади и борбени Мурат на престо са свега 17 година, у почетку вазали Османског царства су били против тога да Мурат дође на престо пошто је још био непунолетан, али пошто су сва Муратова браћа била млађа од њега, влада је предложила Муратовог стрица Мустафу, међутим Султан Мурат је то дефинисао као побуну и одмах наредио са се већина Паша и Бегова побије. Султан је 1422. године покушао да освоји Константинопољ, но то бива преокренуто и Константинопољ остаје у руке Византинаца. 1444. године Мурат желећи спокојан живот, престо оставља свом дванаестогодишњем сину Мехмеду, међутим војска није била задовољна султановањем младог Мехмета, те га је свргнула а на престо поставила његовог 1446 године његовог оца Мурата. Султан Мурат беше умро 26. маја 1451. године, а на престо је дошао опет Султан Мехмет, који ће бити прозван „Освајач".

## Мехмед II (1451—1481)
Смрт Мурата II држана је једно време у тајности. Мехмед није био омиљен међу јаничарима. Ступивши на престо 18. фебруара 1451. године, Мехмед је водио опрезну политику. Задржао је великог везира Џандарли Халила упркос лошим односима. Јаничарима је уручио дар за успешно ступање на престо. Убрзо након ове мере Мехмед је сменио више вођа јаничара. Византијски цар Константин XI покушао је да са запада добије помоћ против Турака. Венеција, Србија, Влашка, Хиос, Лезбос, Родос и Егејска острва послали су изасланства на турски двор која су са султаном закључила споразуме. Султан је морао да призна и угарски утицај у Српској деспотовини. На почетку владавине Мехмед је морао да угуши устанак кога је предводио емир Карамана Ибрахим. Успео је да успостави ред у Анадолији.
Освајање Цариграда била је жеља Турака још у доба Бајазита I. Мехмед је током владавине свога оца заступао ратну опцију. Константин XI је након гушења устанка Ибрахима послао Турцима изасланике чији је задатак био да запрете султану због кашњења откупа за Орхана, претендента на турски престо, за кога је Мехмед плаћао годишњу ренту Цариграду. То је могло само да учврсти Мехмедову одлуку да освоји град. Његово постојање било је сувишно; само је ометало комуникацију и пролаз трупа из Азије у Европу. Упркос противљењу великог везира Халила, Мехмед је по повратку у Једрене започео са припремама. Најзначајнија мера коју је предузео јесте изградња тврђаве Румели Хисари на Босфору, тачно прекопута Анадолу Хисари коју је изградио Бајазит I на месту где је мореуз најужи, на азијској страни. Тврђава је грађена између априла и августа 1452. године. Топови нове тврђаве затворили су Босфор за бродове који су сада морали Турцима да плаћају пролаз. У Једрену је Мехмед градио огромне топове. Изграђена је значајна флота на челу са емиром Галипоља. Византијске трупе на Пелопонезу распале су се приликом напада крајишника Турахана и његових синова, а освојени су и сви византијски градови у Тракији. Мехмед је пред Цариград стигао 2. априла 1453. године.
Папски кардинал Исидор Кијевски на челу 200 коњаника стигао је октобра 1452. године у Цариград. Одржао је у Светој Софији мису на којој је прослављено поновно склапање уније источне и западне цркве. Крајем марта следеће године стигла су у град три ђеновљанска брода опремљена папским новцем. Турски топови свакодневно су наносили оштећења Цариградским бедемима која су браниоци током ноћи поправљали. Османлије су организовале три велика напада (18. априла, 7. маја и 12. маја) и сваки пут су одбијени. Морнарица је претрпела велики пораз. Мехмед је зато променио тактику. Како би срушио блокаду Златног рога, пребацио је део флоте копненим путем са Босфора на Златни рог. Крајем маја опсађени су били изморени глађу. И у османском логору било је подела. Велики везир је захтевао да се опсада прекине. Одлучено је да последњи напад буде извршен 28. маја током ноћи. Уследила су три напада. Рањени заповедник ђеновљанских снага напустио је бојиште. Његове трупе су дезертирале. Грци и Млечани су поражени, а цар је убијен. Многи становници потражили су уточиште у Светој Софији. Град је освојен 29. маја 1453. године.
Мехмед је донео одлуку да се град убудуће зове његовим турским именом – Истанбул. Намеравао је да од њега направи престоницу. Заповедио је да се, по истеку законитог рока од три дана пљачке, трупе повуку из града. Показао је великодушност према Грцима који су избегли пљачку и масакре. Према католицима и Орхану није имао милости. Поставило се питање да се Луки Нотарису повери управа над градом, али је на крају ипак убијен. Грчка црква одмах је добила трајни статут и организацију. Многе хришћанске цркве су сачуване. Георгије Схоларије, велики противник уније, постављен је за патријарха. Размирице међу Грцима решаване су на православним судовима. Дозвољено је слободно исповедање вере. Признат је и примат патријаршије. Мехмед је обновио зидове града, изградио је Седам кула и једну палату у центру града.
Мехмед се обрачунао са противницима. Погубљен је велики везир Џандарли Халил. На његово место постављен је његов противник Загонос-паша. Ђеновљанска колонија у Галати је ликвидирана. Млечани су задржали врховну власт над колонијом Наксос. Трибут султану на мору одбили су да плаћају само Јовановци са Родоса. На вазалне обавезе пристали су трапезунтски цар, двојица деспота Мореје, српски деспот. То је било само привремено јер ће Мехмед освојити последње остатке Византије као и остатке латинских поседа на Леванту.
Османска флота упловила је у Црно море и освојила преостале ђеновљанске колоније. Становништво Крима приморала је на плаћање трибута. Турци су помогли албански устанак против Палеолога у Мореји. Нападана су егејска острва – Хиос, Лезбос, Родос, Кос. Сва острва су освојена и приморана да признају турску власт. Први напад на Србију Мехмед је предузео на пролеће 1454. године. Напад је поновљен следеће године када је заузето Ново Брдо, највећи балкански рудник. Ђурађ Бранковић држао је после овог напада само некадашње територије Лазаревића. Следеће године Мехмед је предузео опсаду Београда. Молдавски војвода је још раније пристао да му плаћа трибут. Јанко Хуњади и Јован Капистран успели су да одбране Београд, али су исте године обојица умрли од куге. Крајем године умро је и Ђурађ Бранковић. Следећу, 1457. годину, Мехмед је провео у Једрену, повремено обилазећи Истанбул. Заганос-паша је смењен, а на његово место је постављен Махмуд-паша. Разлог је био тај што је Заганос учествовао у смакнућу Џандарли Халила што је сметало јаничарима. Настављени су сукоби са Скендербегом у Албанији. Он је 1455. године доживео тежак пораз код Берата, а земља му је поново опустошена 1456. године. Алфонс Напуљски слао је Скендербегу значајну помоћ. Босански краљ Томаш био је решен да нападне Турке, али је, након неколико успешних освајања, закључио мир са султаном 1458. године.
Двојица деспота Мореје, Тома и Димитрије, одбили су плаћање пореза султану који их је напао 1458. године. Султан је упао на Пелопонез и заузео неколико градова међу којима је и Патрас. Августа 1458. године освојен је Коринт. Велики део Мореје припао је Турцима. Предала се и Атина. Мехмед се потом упутио ка Смедереву кога је опседао Махмуд-паша. Град је освојен 20. јуна 1459. године.
Насупрот своме брату Димитрију који је постао турски вазал, Тома је покушао да организује отпор против Турака у Мореји. Започео је опсаду Патраса, а напао је и свога брата који губи остатке својих територија. Турска војска ослободила је 1460. године Патрас кога је Тома опседао. Током лета Турци су освојиле читаву деспотовину. Млечани су сачували своје територије на полуострву, а Турци су освојили Тебу чиме је Атинско војводство престало да постоји. Тома је побегао у Рим. Опстала је још само једна грчка држава – Трапезунт.
Након освајања Мореје, на ред су дошле последње колоније на црноморској обали – Трапезунт и Синоп. Трапезумт од 1456. године плаћа трибут Порти. Мехмед је најпре уништио Џандарлијску кнежевину која је поштовала своје вазалне обавезе. Онда је кренуо на Синопу која се предала. Емир Синопе је обештећен. Потом је султан заратио против Узун Хасана који је био на челу Аккојунлуа, краљевине која се састојала од Анадолије, Азербејџана и Месопотамије. Склопљен је споразум који је султану отварао слободан пут ка Трапезунту. Флота из Истанбула опседала је Трапезунт месец дана када су јој се придружиле и копнене снаге. Давид, заповедник града, склопио је споразум са Османлијама који су заузели град августа 1461. године. Део становништва одведен је у Истанбул. У Малој Азији остала су још само два непријатеља: Ибрахим-бег од Караманије и Узун Хасан од Аккојунлуа.
Користећи се одсутношћу турског султана, двојица побеђених принца су се ослободила: Николо Гатилузи на Лезбосу, који је отворио врата каталонским гусарима, и војвода Влашке, који је одбио да плаћа данак и склопио савез са Угарском против Турака. Прешао је Дунав и опљачкао турске територије у Бугарској. Влад III Дракул, који је на власт дошао 1456. године је, захваљујући новом изуму (штампарској преси) постао веома познат Европи под именом „Дракула“. Показао је неописиву суровост. Мехмед је, након озбиљних припрема, освојио Влашку 1462. године. Становништво се повукло у шуме и водило герилски рат. Мехмед је као свог вазала оставио Радула, Владовог брата, и кренуо је на Лезбос. Отпор Николе Гатилузија је савладан, а острво освојено. Потом је Мехмед освојио Аргос (1463) и кренуо у освајање Босне. Стефан Томашевић је заробљен и погубљен, а Херцеговина није освојена јер је становништво успешно спроводило герилски рат. Антиосмански савез прикупља се око Угара. Рат је избио јула 1463. године. Млетачке трупе заузимају Аргос, опседају Коринт, а Матија Корвин упада у Босну. Млечани, измучени дизентеријом, одустају од опсаде Коринта и губе последње поседе у Мореји. Флота у Егејском мору не успева да поврати Лезбос. Млечани потпомажу Скендербега. Османски противнапад у Босни вратио им је највећи део земље, али не и Јајце. Мехмед је до 1465. године био болестан те није ратовао. Тада је започео са изградњом палате Топкапи. Флота Млетачке републике заузима Имброс, Тасос и Самотраку, али не успева да освоји Атину. Султан се посветио Албанији (1466), али не успева да заузме Кроју. Изградио је моћну тврђаву Елбасан. Скендербегова смрт (1468) олакшала је освајање Албаније. Млечани су наставили да бране Кроју. Мехмед је потом ратовао у Малој Азији док Млечани нападају Солун. Вративши се, султан је прикупио велику флоту којом је опсео Негропонт (Еубеју). Млетачка флота остала је потпуно пасивна што је необјашњиво. Венеција је изгубила један од својих најважнијих поседа на мору. Пад Негропонта представљао је заокрет у историји источног Средоземља.
Млетачки сенат предложио је Караману и Узун Хасану савез против Османлија. У Караману је дошло до кризе 1464. године јер су се двојица синова покојног Ибрахим-бега посвађала око власти (Пир Ахмед, господар највећег дела земље и Исках, који је тражио помоћ од Узун-Хасана). Мехмед је ухватио Пир Ахмеда и помогао Искаху. Међутим, убрзо долази до сукоба те Мехмед помаже Пир Ахмеда и приморава Искаха да побегне у Египат. Пир Ахмед је покушао да се осамостали те је Мехмед напао и освојио његову престоницу, Коњу. Тамо је постављен Мустафа, Мехмедов син. Њега је Узун Хасан, господар Акконјунлиа приморао на повлачење (1472). Мустафа се вратио са новим трупама и протерао Узун Хасана. Хасан је доживео тежак пораз код Отлук Белија у близини Башкента (1473). Узун Хасан је склопио мир са Турцима.
Након примирја склопљеног са Венецијом (1474), турски беглербег доживео је заузео је Кафу на Криму и окончао присуство Ђеновљана на Црном мору. Оно је постало Османско језеро. Ђеновљанима је у Егејском мору остао само Хиос. Након заузећа Кафе Мехмед је прогласио своју врховну власт над Кримом. Турци су изгубили Шабац, а Матија Корвин је опседао и Смедерево. Стефан Велики, молдавски војвода од 1473. године, успешно брани Влашку од турских напада. Стефан Велики је поражен у великој бици код Валеа Албе. Султан није успео да искористи победу већ се повукао. Кроја се предала 1478. године. Након шеснаест година рата, Венеција је склопила мир. Предала је Порти Скадар, Кроју, Лимнос, Негропонт и пристала је на плаћање данка.
Султан није имао толико среће у рату са Корвином који му наноси велики пораз код Кењермезеа. Пораз је доживео и на Родосу кога турски командант Месих-паша Палеолог не успева да освоји. Јовановци су задржали Кос, Халикарнас и Родос. Турци су исте, 1480. године, године извршили инвазију на Италију. Напад је усмерен на Напуљску краљевину која је подржавала Скендербега. Нападали су Бриндизи, Тарент и Леће. Напуљци су успели да се поврате, а папа Сикст IV је прогласио крсташки рат. Турци су 1481. године истерани из Отранта, а исте године је и умро Мехмед.
У унутрашњој политици Османског царства, током Мехмедове владавине велики везири постају робови султана, а не више чланови великих породица које су представљале династије. Јаничари су били далеко већи проблем. Мехмед је од Истанбула желео да створи велику престоницу. Спровео је политику изградње и пресељења становништва. Мехмед је немуслиманима дозволио постојање централне црквене организације на челу са патријархом у Истанбулу. Мехмед је донео збирку закона (канунаму) у последњима годинама своје владавине. Она је обухватила велики број закона који су били на снази у Царству. Један од закона у канунами јесте и закон о братоубиству. Како би финансирао своје ратове, Мехмед је одузео земљу приватним власницима и ону у оквирима задужбина. Земља је раздељена тимарницима. Због тога је био непопуларан у верским круговима и могуће да је 1481. године отрован у завери у којој је учествовао и његов син Бајазит II што се не може доказати.

## Бајазит II (1481—1512)
Султан је 1499. године отпочео нови рат против Млетачке републике намеравајући да заузме њихове поседе у Грчкој. Августа су Турци започели копнену опсаду Лепанта који се убрзо и предао. Истовремено Турци нападају млетачки Задар и поседе у Фурланији и Корушкој. Модон, Корон и Наварин предају се 1500. године. Венеција није била сама. Против Турака су стали и Французи и Угари. Тројни савез подржао је папа 1501. године. Доделио им је материјалну помоћ за крсташки рат. Млечани, уз шпанску помоћ, заузимају Кефалонију и Лефкаду 1502. године. Исте године губе Драч. Мир је склопљен 1502. године (са Венецијом) и 1503. године (са Угарском). Турци су постали господари читаве Грчке и већег дела Албаније. Османско царство постало је поморска сила.
На историјску позорницу је 1499. године у Персији ступио Исмаил, млади припадник породице Сафавида. Он је 1501. године постао господар престонице Табриза. Седам година касније освојио је Багдад. Присталице шиита, Сафавиди су постали нова династија у Персији. Њихова вера шири се у турској Анадолији и доводи до побуна. Исмаилова војска била је фанатично одана своме господару и неизмерно храбра. Бајазит је непрестано избегавао сукоб у Анадолији који је по Турке могао да буде кобан. Шах ступа у везу и са Мамелуцима. Највећи Исмаилов противник био је принц Селим.
Године 1509. дошло је до ривалства између потенцијалних наследника сенилног султана – принца Коркута, Шахиншаха, Ахмеда, Мурата и Селима. Коркут је погинуо у борби са великим везиром. Шахиншах је био у договору са Исмаилом, као и Мурат, син Ахмеда. Селим је угушио побуну која је избила у области Коркута. То је учврстило његов положај те је он добио наименовање у Румелији. Користећи се одсутношћу Бајазита, ушао је у Једрене и преузео ризницу. Бајазит га је напао и приморао да се повуче на Крим (1511). Побуна коју је подстакао шах Исмаил, а коју су подржали јаничари и Мурат, зближила је Бајазита и Селима. Бајазит је абдицирао у корист свога сина (1512), а исте године је и умро.

## Организација Османског царства у 14. и 15. веку
Османлије, муслимани и Турци наследили су структуре Селџука у Малој Азији и емирата насталих на њиховој територији. Султан је признавао права која су важила на територији византијске, српске и бугарске државе након освајања. Шеријат је владару дозвољавао да донесе нови закон онда када му муслиманско верско право не омогућава да реши неку ситуацију. Пример је коришћење саксонског рударског права у Србији и Босни. Број обичајних закона које је прихватио Мехмед II био је толики да је морао да прогласи обичајни законик који се састојао од три књиге у којима је обрађен статус тимарника, сељака, номада и кривично право. Правна основа Османског царства је, дакле, почивала на муслиманском праву (шеријату) и правним нормама освојених народа. Царска палата била је душа Царства. У њој је служило више хиљада људи: спахије (коњаници), капиџије (чувари капија), чауши (амбасадори), соколари, чувари ризнице, евнуси и сл. Султан је управљао државом преко великог везира. Први велики везир био је Алаудин, син другог султана Орхана. Великом везиру помагали су везири којих је могло бити тројица. Царски савет (диван) укључивао је казаскера, врховног дефтердара за Румелију (од владавине Бајазита II), нишанџију (на челу царске канцеларије), беглербега (заповедник Румелије), другог беглербега (од Бајазита I, заповедник Анадолије), капудан пашу (заповедник морнарице) и агу јаничара. Велики везир управљао је администрацијом и спроводио султанову политику. У рату је био на челу војске. Казаскер је био главни у правосуђу, а представљале су га кадије широм Царства. Дефтердар је водио финансије државе. Сваки део Царства имао је свог дефтердара, а у Дивану је седео башдефтердар. Нишанџија је задужен за канцеларије које издају бројна документа везана за администрацију.
Држава је била подељена на провинције (санџаке). Сваки санџак био је поверен санџакбегу. У време Мехмеда I, санџаци у Румелији, као и они у Малој Азији, поверени су беглербегу. Касније се број беглербегова увећао. Санџакбег се старао о градској администрацији, правосудни систем, економске активности. Помагао му је диван, створен по угледу на Велики савет. Испод санџакбега био је субаша. Субаша је, на нивоу субашилука, имао иста овлашћења као санџакбег. Османски сребрни новац звао се акча или аспра.
Како би се лакше прикупљали порези, у Царству су повремено састављани пописи становништва које је надгледао дефтердар. Први познати попис састављен је пре 1400. године. Систем прикупљања пореза подсећа на француски пре 1789. године. Порта је руднике, солане и сл. радије давала у закуп. Закупац пореза звао се амил. Рудници, ковнице, царине и солане даване су у закуп најчешће на три године. Немуслимани су плаћали главарину (харач), а скупљали су је лично царски чиновници. Мухтесиб (први пут се помиње у Бурси 1385) је надгледао градске тргове и одређивао цене артикала.
У 14. и 15. веку четири града доминирали су над осталима: Истанбул, Једрене, Солун и Бурса. Већина градског становништва живела је од обраде земље у околини. Муслиманско становништво јело је овчије месо, док су хришћани јели и свињско. Главни извори прихода Порте били су пољопривредни производи (житарице, воће, поврће, виногради, маслињаци и сл). У граду је било разних радионица (сапунџиница, бојаџиница, бозаџиница, ковачница, ваљавица, пекара). Рудници сребра, злата, олова и бакра у Србији и источној Македонији још један су значајан извор прихода. Први османски златници појавили су се у другој половини 15. века. Мехмед је ковао флорине венецијанског типа. Акча (сребрни новац) постоји још од Османа, оснивача емирата. Мурат I је ковао бакарни новац.
Велики део градског становништва није живео од занатства, већ од обраде земље. Султан је, у складу са исламским законом, био власник земље и онога испод земље. Сељацима је додељивао право на уживање земље у облику пуне својине, али уз могућност конфискације. Сеоско становништво је у најбољем случају располагало једном чифтом (комадом земље од неколико хектара), која се наслеђивала. Раја је за убирање приноса била дужна да плаћа тимарнику десетину од приноса и читав други низ дажбина на животиње, риболов, млинове, мед, чак и за венчање. Раја није била везана за земљу (за разлику од Запада), мада мањи број сељака (ортагџије) нису смеле напуштати имања. Постојала је и класа тимарника (феудалаца) која је живела на рачун раје која обрађује земљу. Они су били коњаници Царства, а делили су се у више група. Положај тимарника није био наследан, а тимарник није имао исти тимар дуже од три године. Почетком 16. века уводи се правило да тимарника може наследити син. У 15. веку бројни тимарници били су хришћани, потомци феудалаца освојених земаља. Обавезе тимарника зависиле су од његових годишњих прихода. Прва обавеза је наоружавање, затим опремање одређеног броја људи, а за приходе од 1000 акчи и више, тимарник је био дужан да лично учествује у ратном походу.
Постојала је и врста власништва – вакуф или верска заједница. Реч је о пуном власништву од кога се приход уступао у верске сврхе или за јавно добро, нарочито за милосрђе. У градовима вакуфи су се углавном састојали од дућана чија је закупнина припадала ономе ко управља задужбином (вакуфом). Њихова улога подсећа на данашње социјално осигурање.
Османска војска далеко је превазишла средњовековни начин ратовања. Могла се поделити у пет родова: коњицу, пешадију, артиљерију, морнарицу и специјалне јединице. У војску су регрутовани и хришћани, не само муслимани. Коњица се највећим делом састојала од тимарника који су опремљени од својих прихода. Већина тимарника сачињавала је лаку коњицу, са изузетком великих тимарника које је пратио мањи број коњаника опремљених оклопима. Тимариотске јединице су 1475. године бројале око 40.000 људи. Акинџије су били лако наоружани коњаници; чинило их је најпре регрутовано становништво турског окружења, а касније и из других средина, нарочито влашко становништво. Крајем 15. века било их је око 50.000. Пешадија се делила на више корпуса. Пешадијске јединице, јаје, организоване су у оџаке. У време Мехмедове владавине било их је 12.000. Мурат I је образовао корпус јаничара, састављен од младића хришћана. У време Мехмедове (2) владавине било их је око 6000. Јаничари су служили у рату, бранили тврђаве, а могли су добити и тимар. Могли су напредовати до великог везира. Артиљерији је придаван велики значај, а довођени су стручњаци из Немачке. Од времена Орхана образује се турска морнарица са центром у Галипољу. Намесник Галипоља носио је титулу врховног адмирала (капудин паша) царске морнарице.
Укупан број становника Царства око 1500. године процењује се на 7.825.000 становника. Царство је било мултинационална држава. Султан није наметао политику исламизације немуслимана; то му се није исплатило јер је тако губио намет од 25 акчи који је добијао од хришћанина који обрађује земљу (испенџа), као и главарину. Та два намета износила су најмање два златника годишње. У Царству је 1500. године било нешто мање од 900.000 немуслиманских домаћинстава што је Порти доносило суму од 2800 kg злата годишње.

## Селим I (1512—1520)
На почетку Селимове владавине (1512—1520) Царство се налазило у највећој кризи још од 1402. године. Опасност је претила од могућношћу побуне коју би предводио шах Исмаил, а Селимова браћа и рођаци још нису били поражени. Налазили су се у Анадолији. Тражили су помоћ од туркменских племена како би се домогла власти. Уложивши много напора, Селим је поново успоставио ред у Анадолији. У тренутку доласка на власт Селим је већ имао завидну репутацију војног команданта као намесник Трапезунта. Тачно годину дана по ступању на престо, Селим је погубио последњег претендента на престо, старијег брата Ахмеда. Свог јединца, Сулејмана, поставио је за намесника Манисе. Устанци у Анадолији су тиме угушени. Потом је предузео борбу против свог старог непријатеља, Исмаила. Најпре је издејствовао да га шејх ул-ислам искључи из исламског друштва чиме је легализовао свој рат против Сафавида. Сам Исмаил био је Турчин; није знао персијски већ турски језик, а његови службеници припадали су турском народу. На његовој страни били су полуномадски турски народи Ирана којима је Сафавидско царство много више одговарало од централизованог Османског. Анадолско питање Селим би могао решити тек победом над Исмаилом. Војска Селима која је 1514. године кренула из Истанбула била је једна од најмоћнијих свога времена. Битка је вођена августа исте године код Чалдирана, недалеко од језера Ван. Захваљујући артиљерији, Османлије су покосиле фанатичне кизилбаше наоружане хладним оружјем. Табриз је заузет без борбе, али је војска одбила да даље напредује по зими. Проблеми наставка рата били су логистичке природе; тешкоће у снабдевању храном у готово опустошеној земљи. Селим се задовољио покоравањем читаве Анадолије (1515).
Мамелучки султан у Египту, који на власт долази 1501. године, био је у одличним односима са Бајазитом. Мамелучка флота, настала на Црвеном мору, борила се против Португалаца у Индији. Османско царство великодушно је слало Мамелуцима помоћ у техничарима и инжењерима јер ови нису били вични поморским ратовима. Мамелучко царство је 1516. године деловало као водећа држава исламског света. Простирало се од Анадолије до горњег Египта, а шериф Меке био је вазал мамелучког султана. Султан је издржавао халифу, потомка династије Абасида. Узрок Селимовог напада на Мамелуке била је жеља да контролише Меку и друга света места. Такође је желео повезати своје територије са Месопотамијом. До рата је дошло због османског заузимања Зулкадра, давнашње мамелучке територије.
Селим је желео мамелучког султана привући у северну Сирију како би га могао контролисати као Исмаила код Чалдирана. Преко намесника Алепа, османски султан стварао је неприлике мамелучком. Повод за рат било је Кансухово наводно затварање пролаза преко Селимових анадолских територија и његово пружање помоћи шаху Исмаилу. Селим је пресрео Мамелуке код Марџ Дабика, северно од Алепа, августа 1516. године. Селим се након победе у овој бици дочепао Сирије. Код Каира је јануара 1517. године потукао последње Мамелуке. Ту је остао до септембра и преузео је мамелучком султану све територије, титуле и права које је овај добио од абасидског калифа. Шериф Меке признао је врховну Селимову власт, а 1519. године његову власт прихватио је и намесник Алжира, гусар и будући турски адмирал Хајрудин Барбароса, оснивач османске поморске силе на Средоземљу. Османско царство је до 1517. године у поређењу са Мамелучким султанатом била другоразредна сила. Мамелучки султан је Османлијама често наносио поразе. Од Царства пред распадом 1512. године, Селим је створио огромну државу која се простирала на три континента. Царство је 1518. године проширио до Еуфрата. Потом се вратио у Истанбул где је умро 1520. године.

## Сулејман I (1520—1566)
Раздобље владавине Сулејмана I (1520—1566) може се сматрати врхунцем моћи Османског царства. Османски и турски историјски текстови дали су му надимак „Кануни"(законодавац) због његових законика о управљану земљом и финансијама, док је у Европи назван „Величанствени“. У време његове владавине остварени су мајсторски архитектонски захвати Мимара Синана. Гласио је и као највећи мецена од свих османских владара. Великим бројем војних похода проширио је царство на запад, исток и југоисток.

### Ратови у Европи
Главни правац продора Сулејманове војске био је ка Средњој Европи коју је нападао девет пута, док је ка Блиском истоку продирао три, а на Медитерану два пута. Први поход Сулејмана у Средњој Европи уперен је против Угарске којом је тада владао Лајош II (1506-1526). Као повод је искористио недолично Лајошево понашање према турском посланику у Будиму. Сулејман је из Истанбула кренуо маја 1521. године и стигао пред Београд. Овај значајан град на Дунаву неуспешно је опседао Мехмед II Освајач. Чувени Сулејманов прадеда није успео да освоји Београд, али је Сулејману то пошло за руком. Град је пао 29. августа. Поред Београда, Турци освајају још неколико утврђења на Дунаву. Султан се након освајања Београда вратио у Истанбул. Непријатељства са Угарском обновљена су 1525. године због низа пограничних чарки. Априла 1526. године Сулејман је кренуо ка Угарској и сукобио се са непријатељем у мочварној равници код Мохача. Битка је трајала два сата. Краљ Лајош је погинуо у бици, а пут за Будим био је отворен. Сулејман га заузима 11. септембра и за Лајошевог наследника поставља Јована Запољу, војводу Трансилваније. Угарско племство, противници Запоље, изабрали су два месеца касније за краља Фердинанда Хабзбуршког, брата Карла V. Фердинанд је покренуо борбу против Запоље који тражи султанову помоћ. Сулејман је 1529. године покренуо свој трећи поход на Угарску (том приликом је својој титули додао и титулу беглербега Румелије). Будим је поново заузет, Запоља потврђен за краља, али Сулејман наставља даље и 27. септембра стиже до зидина Беча. Прва опсада Беча завршена је неуспешно. Султан је подигао опсаду октобра исте године. Турска је досегла своје крајње границе ка западу. Четврти поход на Европу османски хроничари називају „походом на Немачку“. Сулејман 1532. године опседа Кесег и допире допире до Граца, али прекасно (у септембру када је ратна сезона већ била завршена) те се мора повући. Овај поход завршен је примирјем без територијалних промена. Наредних неколико година Сулејман води ратове против Персије (заузима Багдад 1534) и Млетачке републике. У наредним годинама остварује се француско-турски савез. Француска флота сарађује са турском у борбама између 1538. и 1544. године. Истовремено Сулејман води и рат против молдавског војводе Петра Рареша. Рат је избио 1538. године. Изазвао га је сукоб Рареша и Пољске коју је Сулејман сматрао за пријатељску земљу. Рареш није могао да пружи јачи отпор. Сулејман осваја све значајније молдавске градове, укључујући и престоницу Јаши. Војвода Рареш бежи у Трансилванију, а Сулејман поставља свог кандидата. Нови поход на Средњу Европу изазван је смрћу Јована Запоље 1540. године. Фердинанд Хабзбуршки није хтео да прихвати његовог наследника, Јована II Жигмунда, који је тада имао неколико месеци. Повод за рат је неуспешна аустријска опсада Будима. Сулејман је у овом походу ставио Угарску под директну турску власт поделивши је на 12 санџака и владајући њоме у име малолетног Јована. Султан је рат наставио 1543. године. Седми Сулејманов поход био је веома добро организован. Његови резултати су заузимање значајних угарских градова: ЕСТЕРГОМА (Острогона), Столног Београда и других места у Западној Угарској. Наредне године Турци заузимају Вишеград. Преговори са Фердинандом окончани су 1547. године, а одредбе споразума потврдио је и Карло. Аустрија је плаћала данак Порти. Сулејманов поход на Банат и Темишвар изазвале су Фердинандове сплетке у Трансилванији. Кардинал Мартинуци, Жигмундов тутор, придобио је подршку народа за подизање устанка против Турака. Желео је за себе обезбедити краљевску титулу. Операције румелијског беглербега у Банату (1551) нису биле успешне. Будимски беглербег заузео је следеће године Беспрем у западној Угарској, а Турци 1552. године заузимају Темишвар. Банат постаје провинција Османског царства.
Последњи, девети поход Сулејмана на Средњу Европу одвијао се у последњим месецима његове владавине. Нови цар, Максимилијан II, одбио је плаћати Турцима данак те је Сулејман маја 1566. године покренуо свој последњи поход на Аустрију. Сулејман је опсео Сигет, али је умро два дана пре него што су Турци заузели град.
Сулејмановим освајањима Царство је достигло врхунац територијалног проширења. Сулејманова држава постала је једна од највећих држава у светској историји. Отприлике је обухватало територију које је Источно Римско (Византијско) Царство обухватало на врхунцу моћи, под Јустинијаном I (527-565). Од освојених европских територија формирана су два беглербеглука. Будимски беглербеглук формиран је након освајања Будима 1541. године и издељен је на 12 санџака. Након освајања Темишвара формиран је Темишварски беглербеглук (1552), такође подељен у 12 санџака. Новоосвојене територије обухватале су просторе данашњих

### Ратови на истоку и Медитерану
Сулејман је био довољно мудар да на положају великог везира остави Пири Мехмед-пашу. Друга Сулејманова заслуга на почетку владавине јесте делимично обнављање слободне трговине са Сафавидима која је укинута током Селимове владавине због жеље султана да угуши сафавидску привреду. Ирански трговци су обештећени. Такође, Сулејман је дао одређене слободе јаничарима.
Сулејман је 1522. године предузео поход против Родоса. Уз Београд, који је освојен претходне године, Родос је сматран за један од бедема хришћанства. Био је седиште витезова Светог Јована (Хоспиталаца). Турци су предузели комбиноване операције, на копну и на мору. Освајање Египта створило је потребу за освајањем острва које је реметило комуникације између Цариграда, лука на Леванту и Александрије. Поред Родоса, Хоспиталци су држали и остала острва Додеканеза. Иначе, Турци су овладали свим осталим егејским острвима. Мајстор реда Јовановаца био је у дослуху са мамелучким побуњеницима и сафавидским шахом. Родос је претрпео петомесечну опсаду након чега се предао турском султану децембра 1522. године. Великом мајстору и витезовима допуштено је да га напусте и склоне се у Европу. Од 1530. године њихово седиште је Малта. Са изузетком Кипра (за кога је Венеција плаћала данак) Турци су освојили читаво источно Средоземље. Годину дана касније, Сулејманове трупе заузимају Јемен.
Успеси на истоку довели су до тога да ирански шах пошаље изасланике који су у Истанбулу склопили са султаном примирје 1523. године. Следеће године умро је шах Исмаил, оснивач Сафавидске монархије, оставивши иза себе малолетног наследника. Иран је захватио грађански рат те се један од претендената показао спремним да прихвати Сулејманову власт (1528). Он је убрзо убијен, али је султан сматрао да му прилазак претендента даје право над Багдадом. Османског везира Ибрахим-пашу наговарао је на покретање похода и сафавидски намесник Азербејџана, Олам Такала, који је 1530-1. године боравио у Истанбулу. Крајем 1533. године Ибрахим-паша је на челу велике војске напустио Истанбул. Сафавидски гарнизони у нападнутом арапском делу Ирака нису били у стању да пруже озбиљнији отпор. Међутим, емири Аккојунлуа убедили су Ибрахим-пашу да ће лако освојити Иранску висораван. Овај поход је, међутим, захтевао знатно већи број људи и боље припреме. Ибрахим-паша је био заузет авантуром у Азербејџану те је Сулејман лично прешао у Анадолију са појачањем. Султан је кренуо ка Багдаду кога је заузео без борбе 1534. године. Глад и епидемије изазвале су значајне губитке. Османска војска је јурила иранског шаха до Табриза, али је на крају одустала од узалудне потере. Два месеца након повратка своје војске, 1536. године уклоњен је Ибрахим-паша из непознатих разлога. Томе су допринели неуспешни походу ка Ираку и жеља султаније. Смрт великог везира означила је крај прве владавине Сулејмана. Османско царство досегло је крајње источне и западне тачке. Све до доласка Мехмед-паше Соколовића, на везирском престолу смењују се мање способне личности.
Године 1538. Турци су предузели поморски поход, пошавши од Суеца, против Португалаца у Индији. Он је завршен неуспешно, али су Османлије заузеле Аден и учврстиле се у Јемену. У Магребу, велики адмирал и беглербег Алжира, Хајрудин-паша Барбароса, заузео је Тунис 1534. године, али га је одатле већ 1535. године истерао цар Карло. Турци су ову област потпуно потчинили 1574. године. Турци током Сулејманове владавине коначно заузимају Ирак и излазе на Персијски залив што је од огромног значаја за трговину. Турски бродови из Црвеног мора плове чак до обала источне Африке. Последња политичка акција Ибрахим-паше било је успостављање сталних дипломатских односа са Француском са којом су Османлије имале заједничког непријатеља: Хабзбурге. Закључен је споразум по коме француски трговци уживају повластице које су уживали и у Египту током мамелучке владавине. Договор о војној сарадњи никада није суштински спроведен.
У Царству је постојала струја, на челу са Хајрудин-пашом, која се залагала за рат са Млетачком. Упркос помирљивом ставу Венеције, рат је избио 1537. године. Турци се искрцавају у Апулији и предузимају операције против Крфа на челу са самим Сулејманом. Оне су биле неуспешне. Барбароса је нанео тежак пораз Венецији код Превезе (Андреа Дорија) након чега је склопљен мир, изузетно повољан по Турке.
Нови поход на Иран Сулејман је предузео 1548. године. Заузео је Табриз и Ван, као и неколико утврђења у источној Анадолији. Трећи и последњи поход ка истоку Сулејман је предузео 1553. године. Један од Сулејманових синова, Бајазит, побегао је у Иран страхујући за свој живот јер је Сулејман његовог старијег брата Селима прогласио престолонаследником. Тамо је Бајазита убио шах под притиском турског султана. Поход из 1553/4. године није довео до територијалних промена.
Турци су 1565. године предузели опсаду Малте. Хоспиталци су успели да одбране острво након тромесечне опсаде. Острво је успешно одбранио велики мајстор Жан де ла Валет који је убрзо изградио нову малтешку престоницу. Престоница Малте и данас носи назив по њему.

## Сулејманови наследници
Сулејмана је наследио син Селим II (1566-1574) који није био ни изблиза толико способан. Свим пословима царства управљао је велики везир Мехмед-паша Соколовић (1565—1579). Он је био јаничар, племенитог робовског порекла, а захваљујући својим способностима прошао је све лествице цивилне и војне хијерархије. Заслужан је за чињеницу да између снажне Сулејманове епохе и епохе његових мање надарених наследника није дошло до осетног прекида у успону Царства. Османске снаге у Румелији и даље ратују против Аустријанаца све до склапања мира са Максимилијаном 1568. године. Наредне године Селим је покренуо амбициозни пројекат прокопавања канала између Дона и Волге који би олакшао превоз трупа са којима би Турци поново освојили Астрахан од Ивана Грозног. Овај подухват није могао бити окончан током Селимове владавине. Први Селимов успех је освајање Кипра. На острво је кренула флота од 360 бродова. Лала-Мустафа паши је требало више од годину дана да сломи млетачки отпор у Фамагусти која је капитулирала 1571. године. Пад Кипра снажно је одјекну у Европи где се ствара Света лига (папа Пије V, Шпанија, Венеција). На чело удружене флоте стао је дон Хуан од Аустрије, ванбрачни Карлов син (200 једрењака). Битка је вођена на Лепанту. Она представља највећу поморску битку века и највећу поморску битку након битке код Акција 31. године п. н. е. Битка је завршена наизглед потпуним уништењем турске флоте. Последица, међутим, готово да није било на шта указује одговор Мехмед-паше Соколовића хришћанским изасланицима: „Ми смо вам освајање Кипра одсекли руку, а ви сте победом код Лепанта нама само обријали браду. Рука неће поново израсти, а брада ће израсти још гушћа“. Мир са Венецијом потписан је 1573. године и Република признаје турско освајање Кипра. Следеће године Турци дефинитивно одузимају Тунис Шпанцима.
Селима је наследио Мурат III (1574-1595), а њега Мехмед III (1595-1603). Током њихових слабих владавина није било већих освајања. Мехмед-пашу Соколовића убио је неки фанатик 1579. године, а током владавине ове двојице султана везирску титулу носило је чак 23 личности. Нови султан Мурат био је играчка у рукама своје мајке и миљеника. Појавили су се први знаци опадања моћи Царства. Побуна војника, незадовољних својим положајем, избила је последње године Мехмедове владавине (1603). Уз султана су стали јаничари те се њихови противници повлаче у Анадолију одакле повремено, у наредних десет година, дижу жестоке побуне. У спољној политици, овај период обележио је дуготрајан рат са Ираном (1576—1590). Турци најпре односе успехе; заузимају Грузију и Азербејџан и стварају флоту на Каспијском мору, али су Иранци под вођством великог шаха Абаса повратили ове територије. Иран је постао једна од највећих сила у региону, а Турци губе територије освојене после 1576. године. У Европи, цар Рудолф II одбија да обнови мировни уговор. Турци су поражени 1592. године код Сиска чиме је започео тринаестогодишњи рат. Против Турака устају Молдавија, Влашка, а устанак избија и у Банату (1594). Турци контролишу ситуацију након заузећа Егера 1596. године. Мир је склопљен 1606. године у Житватороку. По први пут султан је склопио мир под једнаким условима, не тражећи од друге стране признавање своје врховне власти нити било какав трибут.

## Организација Царства у 16. веку
Више административне јединице називане су беглербеглуцима (од 1590. године ејалет). Најпре су постојала два беглербеглука, Анадолија и Румелија, да би се касније тај број увећао због ширења територија. У првим годинама Сулејманове владавине било их је осам, а 1544. године једанаест. На крају његове владавине постојало је двадесетак беглербеглука. Беглербег је носио титулу паше, а власт му је симболизована заставом (санџаком): мотком на чијем је крају златна кугла са два коњска репа. Његова добра (хасови) доносила су између 600.000 и 1.000.000 акчи годишње. Беглербеглук је обухватао више санџака. На њиховом челу стајао је санџакбег на чијој застави се налазио само један коњски реп. Годишњи приход санџакбега износио је између 200.000 и 600.000 акчи. Мандат санџакбега није износио више од три године како би се избегло да се неко сувише учврсти у својој области. Санџакбегу је помагао алајбег, у надгледању спахија. Санџак је био подељен на кадилуке на челу са субашама. На нивоу села власт су представљале спахије.
Султан је припојио Царству и неколико хришћанских вазалних држава које нису биле директно анектиране, али су биле дужне да плаћају харач. То су Влашка, Молдавија, Трансилванија, Дубровачка република и епископална кнежевина Црна Гора.
На челу судских области (улема) биле су кадије којима су хијерархијски надређени казаскери Анадолије и Румелије, као и шејх ул-ислам у Цариграду. Кадије су у оквиру кадилука (на које се делио санџак) биле надлежне за спровођење правде. Оне су обављале и дужност бечежника, бринуле се о привредном животу, снабдевању града и сл.
Раја није поседовала земљишну парцелу. Сељак је имао право уживања земље које му нико није могао одузети док ју је обрађивао. Могао ју је препустити својим наследницима. Такође ју је могао поседовати као пуну својину (мулк). Сељак је плаћао велики број пореза. Немуслимани су поред других дажбина плаћали харач или џизију, који је одлазио директно у ризницу. Зимије су плаћале и испенџу (лични порез) од 25 акчи. Опорезивање је било једнако за сву рају: основу је чинио десетак (ушур) на житарице који је одговарао давању у натури. Раја је плаћала и намете за ратне походе која се могла састојати и у кулуцима (радним обавезама), снабдевању животним намирницама, платном и сл. За разлику од Запада, раја није била везана за земљу.

## Османско царство у првој половини 17. века
Године 1592. избио је нови рат између Османског царства и Хабзбуршке монархије на граници са Босном. Рат се проширио и на Угарску. Смрт султана Мурата III није зауставила рат који се продужава и током владавине Мехмеда III (1595-1603). Прекинуо га је Ахмед I (1603-1617). Савезник Хабзбурга, кнез Молдавије Михаило је нанео Турцима низ пораза који су му омогућили да под својом влашћу сједини Молдавију и Трансилванију. Турци су поражени и у Угарској (1595—1599). Ситуација је доведена у ред захваљујући трансилванијском кнезу Бочкају који се побунио против Хабзбурговаца. Међутим, обе стране биле су исцрпљене те је склопљен мир у Житватороку (11. новембра 1606) који представља нови корак у историји хабзбуршко-турских односа. По први пут је постојала једнакост у дипломатском и протоколарном третману између султана и цара Рудолфа. Турци губе харач кога су добијали за Угарску и повлаче се са позиција које су задобили у рату. До нове затегнутости у односима Турске и Трансилваније долази након Бочкајеве смрти, али је признавање Габора Бетлена (1614) од стране султана за кнеза Трансилваније донело мир у ове крајеве.
Користећи се слабошћу Османлија, ирански шах Абас напао је и освојио Грузију и Азербејџан (1603—4). Турска војска поражена је код језера Урмија након чега је изгубљена и источна Анадолија (1605). Курди дижу устанак под Џанбулатом, а друска племена под Фахрудином Маном. Турска власт у Киликији, Северној Сирији и Либану је уздрмана. Османлије су ипак изашле као победници те је 1612. године потписан мир по коме је Сафавидима признат Азербејџан, а они су за узврат пристали да притекну у помоћ Османлијама у случају напада Козака и да не подржавају курдске побуњенике.
Енглеска, Француска и Холандија сматрале су почетком 17. века Османско царство за велику силу што се види у њиховом дипломатском односу према султану. Ахмед је умро 1617. године, а наследио га је брат Мустафа I (1617-1618), неспособни и малоумни владар кога је наследио Ахмедов син Осман II (1618-1622). Његова владавина није дуга, али су је обележиле значајне реформе. На спољнополитичком плану, Турци су, захваљујући интервенцији Татара, успели поразити Пољаке те је 1621. године потписан мир којим се Пољска обавезала да не учествује у унутрашњим питањима дунавских монархија. Реформе Османа прекинуте су његовим свргнућем и погубљењем 1622. године. Поново на власт долази Мустафа (1622—1623) чију другу владавину обележава период власти харема и султанових миљеника. Мустафа је свргнут следеће године у устанку Абас Мехмед-паше (намесника Ерзурума) који на султански престо поставља Мурата IV (1623-1640). Током Муратове владавине на врхунцу утицаја је његова мајка Косем Махпејкер.
Абас I је искористио анархију у Османском царству да нападне Ирак чиме је рат обновљен (1624). Ирански шах осваја Багдад и убија велики број сунита. Османска контраофанзива (1625—6) успела је само делимично. Падају северни делови Ирака, али Турци не заузимају Багдад. Избијају побуне на Криму и у Румелији, па чак и у Истанбулу (1632). Након гушења побуне од стране великог везира, Мурат је заиста спроводио своју власт, како на унутрашњем, тако и на спољнополитичком плану. Напао је Сафавиде и заузео Багдад 1638. године. Нови ирански шах, Сафи I, тражио је мир. Он је потписан у Косри Ширину 1639. године. Ирак је поново дошао под турску контролу, али Јерменија и Азербејџан остају под влашћу Сафавида. Мурат је умро следеће године.

### Унутрашња политика
Османско царство деловало је моћно када је Ахмед I дошао на власт 1603. године. Појава америчког сребра одразила се на финансије Османлија, али је Царство брзо превазишло те проблеме. Сам Ахмед био је веома религиозан те му се приписује изградња многобројних џамија. Напјпознатија је велика истанбулска џамија која носи његово име, мада је познатија као „Плава џамија“. По смрти Ахмеда, требало је да на престо дође његов старији син Осман који је имао тринаест година. Међутим, интервенисала је Косем султанија која је на престо хтела довести неког свог сина. Имала их је више са Ахметом, а одлучила се за Мустафу, Ахметовог брата. Мустафа је такође свргнут те је на власт дошао Осман II. Иако је још увек био млад, Осман је предузео енергичне мере. Најпре је уклонио са власти људе из харема, почевши са Косем султанијом. Склопио је мир са Ираном и Пољском. Предузео је реформе у циљу „потурчења“ управе и војске постављањем Анадолаца. То изазива отпор људи, пре свега јаничара. Они дижу побуну и враћају Мустафу на престо. Осман је погубљен 1622. године. Следећих десет година Царством управља Муратова мајка Косем султанија. Она смењује и именује укупно 8 везира између 1623. и 1632. године.
Мурат је успео да обнови ауторитет султана. Велики пожар из 1633. године уништио је две трећине Истанбула и изазвао талас немира који се изражавао по кахвеханама (продавницама кафе). Султан је забранио употребу кафе, дувана, пића (вина). Он је ове забране строго спроводио. Увео је ред и у државне финансије, одузимајући неправедно стечена богатства и инсистирајући на редовној исплати пореза. Када је умро 1640. године, Царство се налазило у повољној политичкој ситуацији. Истанбул је тада имао око 600.000 становника што га је чинило највећим европским градом. 
Краткотрајан успон Царства није дуго потрајао. Мурата је наследио Ибрахим I (1640-1648) са надимком „луди“ који је био болестан и неспособан за владавину. Државни послови вратили су се у руке Косем султаније. Велики везир Кеманкеш Кара Мустафа-паша настојао је да настави дело Мурата што га доводи у сукоб са султанијом. Погубљен је 1644. године. Његови наследници нису били посебно способни. У Турској су се створили кланови услед избијања рата са Млетачком – Кандијски рат (1645-1669). Скупи рат проузроковао је пропаст турске Ризнице. Ибрахим је свргнут и погубљен 1648. године. Долази до сукоба султаније Косем и мајке новог султана, Мехмеда IV, Хатиџа Турхан. Он је завршен погубљењем султаније Косем 1651. године. Османско царство доживело је драматичан период.

### Ћуприлићи
Долазак Мехмеда Ћуприлића на место великог везира означио је почетак више од двадесет година стабилне власти и обнове османског престижа. На везирском престолу у овом периоду били су Мехмед Ћуприлић (1656—1661), његов син Ћуприлић Фазил Ахмед-паша (1661-1676) и његов зет Мерзофонлу Кара Мустафа-паша (1676-1683).
Фазил Ахмед-паша је обављао функције намесника Ерзерума и Дамаска. Његов везират (1661—1676) један је од најдужих у османској историји. Фазил је стекао високу репутацију. Створио је библиотеку Кеприли која је постала једна од најважнијих историјских библиотека у Истанбулу. Током Фазилове владавине избила је афера са Сабатајем Зевијем. Себе је прогласио за новог месију и привукао је велики број следбеника. Тиме је изазвао непријатељско расположење према Јеврејим. Велики везир позвао је Зевија у Истанбул, бацио га је у тамницу у Једрену, а потом приморао да пређе на ислам под претњом смртне казне. Сабатај Зеви је умро у Албанији 1675. или следеће године. Његова секта га је надживела, посебно у Солуну, а из ње су проистекле донме (преобраћени). Фазил се интересовао за спољну политику. Најпре је решио питања Трансилваније. Подржавајући новог владара Михаила Апафија (1662), Османлије су заратиле против Аустријанаца и након низа победа и пораза са њима закључили мир у Вашвару 1664. године. Потом се осветио освајању Крита. Офанзиву је покренуо из Мореје 1666. године. Франческо Морозини је покренуо преговоре о предаји Кандије 1669. године. Млечанима је омогућено да задрже Суду, Карабузу и Спиналонгу на острву, као и Клис, на граници са Босном. Тако су Турци после 24 година коначно освојили острво. Везир је покушао да искористи несугласице између Козака са Дњепра и из Запорожја. Прве су подржавали султан и кримски кан, а друге краљ Пољске. Фазил се окренуо против Пољске (1669) и уз помоћ Козака са Дњепра освојио 1672. године тврђаву Камењец и опсео Лавов. Мир је склопљен у Журавни 1676. године. Јан Собјески предао је Украјину и Подолију. Неколико дана након склапања споразума умро је Фазил Ахмед-паша. Једно од његових достигнућа је и склапање Споразума о трговинским олакшицама са смањењем царинских дажбина са 5% на 3% са француским властима. Енглеске капитулације обновљене су без икаквих потешкоћа, а Левантска компанија извлачила је корист од смањења обима посла са Млечанима, као и од тешкоћа које су имали Французи.
Кара Мустафа-паша именован је за велико везира након Фазила и на тој функцији је остао до погубљења због неуспеха у рату са Аустријанцима. Био је више заинтересован за питања спољне политике. Покреће војне походе против Руса у Украјини. Споразум у Радзину из 1681. године одредио је линију Дњепар-Буг као граничну. Руски цар признат је као владар Русије, а признато је и његово право заштите православног Јерусалима. Од тада потичу и претензије Руса за заштиту свих православних хришћана у Турској. Кара Мустафа-паша признао је Теколија као владара Угарске, а 1683. године прикупио је војску којом је напао сам Беч. Опсада Беча започета је јуна 1683. године, а завршена је 12. септембра. Неуспех је тешко примљен у Истанбулу. Војска се повлачила према Угарској. Велики везир поново је поражен, те се склонио у Београд. У Истанбулу су његови противници убедили султана Мехмеда IV да уклони великог везира који је погубљен у Једрену 25. децембра 1683. године.

## Велики бечки рат
Порта је 1683. поново покушала освојити Беч. Оно што није успело још пре 150 година у време процвата Османског царства, сад се у војном походу Кара Мустафе против Јана III Собјеског претворило у катастрофу и довело до прекретнице у обрачунавању с европским државама. Кад су након овог пораза постале видљиве све војне слабости Османлија, на подстицај Папе почела је деловати Света Алијанса Хабсбурговаца, Венеције и Пољске с нападом на Османско царство на више фронтова. Након тешких пораза код Мохача (1687), Сланкамена (1691) и Сенте (1697) морали су Миром у Сремским Карловцима прихватити губитак Мађарске, Далмације, Подоља и Пелопонеза. У игру је као противник на северној граници ушла и Русија. Цар Петар Велики је себи као важан циљ поставио излазак на Црно море, што је и добио 1695. местом Азов на Дону.
Спољни проблеми изазвали су и унутрашње. Због војних пораза свргнут Мехмед VI 1687. године, а 1703. долази до крвавог инцидента у коме су устаници убили шеика Фејзулаха и свргнули Мустафу II.

## Слабљење Царства у 18. веку
Два су тока догађаја обележила историју Османског царства у 18. веку. Први су сукоби са суседним државама, посебно Русијом и Аустријом, који су проузроковали губљење територија и деградацију њиховог угледа у очима западних народа и самих поданика Царства. Држава је трпела све већи економски притисак.
Нови рат са Русијом изазвало је турско мешање у руски сукоб са Шведском (Северни рат). Шведски краљ Карло XII је, након пораза код Полтаве 1709. године, приморан да бежи у Цариград где је навео султана да објави рат Петру Великом и тако се освети за пораз у Великом бечком рату. Петар Велики је у рату поражен и приморан на мир (1712) којим је сачувао Украјину, али је морао да уступи остале територије које је освојио у претходном рату (мир на Пруту). Коначно, Једренским миром из 1713. године окончани су сукоби. Карло је тада већ био у својој земљи. Ратна странка се, међутим, није смиривала. Велики везир Силахдар Али-паша објавио је 1714. године рат Млетачкој републици, а током следеће године освојио је Мореју и тврђаву Суду на Криту. Затим се окренуо против Аустрије са циљем да поврати Угарску. Аустријска реакција била је жестока; заузет је Темишвар (1716), а затим и Београд (1717). Нови везир, Дамад-паша, потписао је мир 1718. године. Пожаревачким миром Аустрија добија Темишварски Банат, западну Влашку, северни део Србије са Београдом и територије у северној Босни. Мир представља највећи успех аустријске дипломатије у сукобима са Турцима. Млетачка република након овог рата престаје да игра значајнију улогу у европској политици.
Русија води и ратове на истоку, са сафавидским Ираном. Рат избија 1723. године. Турци крећу ка Грузији, заузимају Тифлис и Гори (1723), Јереван (1724) и Табриз (1725). Заузимају и територије у западном Ирану (Кермахшах и Хамадан). Миром у Хамадану (1727) призната су турска освајања. Сукоби су настављени јер је Надир хан, афшарски војсковођа, протерао Сафавиде са власти. Исте, 1736. године, Османско царство склопило је мир са Персијом, суочено са новом опасношћу, поново од Русије. Након низа пограничних чарки, избија рат 1736. године. Руси освајају Азов и склапају савез са Аустријанцима. Аустријанци безуспешно нападају Босну и Бугарску, а Османлије Београд. Мир је склопљен у овом граду 1739. године, а Аустрија је морала да врати све што је стекла Пожаревачки миром. Са Русијом је одређен статус кво. Руси су се одрекли држања ратне флоте на Црном мору. Између 1743. и 1746. године вођен је рат са Надир-шахом у Персији.
Крај владавине Махмуда I (1730-1754), Османа III (1754-1757) и почетак владавине Мустафе III (1757-1774) обележио је дуг период мира (1746—1768). Западне силе биле су заузете Ратом за аустријско наслеђе и Седмогодишњим ратом. Неки султани и везири, као што су Мустафа и Коџа Рагиб-паша, били су заинтересовани за реформе, док су други, као што је Силахдар Махир Хамза-паша, били за рат. Овај везир искористио је пољски позив у помоћ да царици Катарини упути ултиматум да сместа напусти Пољску (октобар 1768). Ултиматум је наравно одбачен, што је изазвало избијање рата. Ратни план Руса је напад на више фронтова: од Подолије до Грузије. Крајем 1769. године они заузимају Хотин и окупирају Молдавију, док је следеће године пала Влашка. Балтичка флота под командом Алексеја Орлова опсела је Модон, али ју је најпре оштетила бура, а затим уништила турска флота. Највећа поморска битка у рату вођена је у луци Чешме (април-мај 1770) и завршена је поразом турске флоте. Руски бродови од тада слободно крстаре по Источном Средоземљу и Егејском мору. Руси окупирају Крим, Влашку, Добруџу, Рушчук. Руси прелазе Дунав и продиру у Бугарску те је преговоре о миру прихватио нови султан Абдулхамид I (1774-1789). Он је тражио мир након пораза код Козлуџе. Мир је потписан 21. јула 1774. године у Кучук-Кајнарџи.
Кучук-Кајнарџијски мир најнеповољнији је кога су Турци до тада потписали. Њиме се одричу Молдавије, Влашке и Бесарабије, а враћају Азов, територије између Дњестра и Буга, области Кубан и Терек. Криму је призната независност. Руси су поставили сталног амбасадора у Истанбулу и саградили цркву са правом заштите православних становника престонице, право које ће Русија убрзо проширити на сво православно становништво Румелије, а затим на цело Царство. Руси су добили право на пловидбу Црним морем и Средоземљем за трговачке бродове. Турци су признали политичке слободе Румунима, а Аустрија је добила Буковину.

### Унутрашња политика у 18. веку
У време склапања Карловачког мира, велики везир био је припадник породице Ћурпилић, Амиџазаде Хусеин-паша. Он је спровео мере са циљем враћања поверења у владу код становништва. Најпре је смањио таксе на разне производе (уље, сапун, кафа, дуван), одобрио ослобађање од пореза са сељаке који су се враћали на своју земљу, као и за трговце који су покушавали да покрену посао. Подстицао је насељавање номада и укидање номадског начина живота на Кипру и у источној Анадолији. Смањио је број јаничара (са 70.000 на 34.000) и број капикулу трупа. Ове мере довеле су до оздрављења финансија. Велики адмирал Меџаморто Хусеин-паша је за шест година (1695—1701) обновио османску морнарицу. У сукобу са шејх ул-исламом, Фејзулах ефендијом, Хусеин-паша подноси оставку 1702. године. То доводи Фејзулах ефендију на чело османске политике. Султан Мустафа II је већину свог времена проводио у својој палати у Једрену, док је ефендија постављао везире, разматрао одлуке Хусеин-паше и тиме уносио неред у администрацију и финансије. То је изазвало побуну јаничара која је завршена погубљењем Фејзулах ефендије 1703. године и абдикацијом Мустафе у корист свога брата Ахмеда III (1703-1730). Миран период Ахмедове владавине (1718—1730) је тзв. „период лала“ у османској историји.
На почетку владавине, угушена је побуна јаничара погубљењем њених вођа. У прве две године владавине, велики везири које је султан постављао нису се дуго одржавали на својим функцијама (најчешће по 2 месеца). Након тога је завладала стабилност. Слично је и са осталим функцијама. На положају шејх ул-ислама се од 1718. до 1730. године налазио исти човек (Абдулах ефендија), а иста стабилност примећује се и код управника финансија, великог адмирала и др. Везировање Ибрахим-паша Дамад, који на престо долази усред рата са Аустријом (1718—1730), обележило је развијање дипломатских односа. Он је желео да продре у узроке успона западних европских сила. Шаље османске извиднике у Беч, Париз, Москву и Пољску. Ахмед у Истанбул доводи уметнике, организује скупе забаве. Османски руководиоци схватили су да Царство више није доминантна сила у Европи и на Истоку и да је у западном свету дошло до еволуције коју Турци нису ни приметили. Код Османлија се јавља жеља да упознају западни свет. Долази до нових иновација, од којих је једна од најзначајнијих отварање штампарије са арапским словима у Истанбулу 1727. године. Због извесног отварања ка западном свету, Ибрахим-паша Дамад се може сматрати једним од најбољих османских везира.
Узрок пада султана Ахмеда и везира Дамада био је „ирански рат“ који је избио 1730. године када је шах Тахмасп II повратио територије које су у претходном рату освојили Турци. Везир је тада припремао поход у Иран, али се морао суочити са побуном јаничара под Патроном Халилом. Халил је заузео престоницу и приморао султана да отпусти Дамада. Велики везир погубљен је 29. септембра. Убрзо је и Ахмед приморан на абдикацију у корист сина Мустафе, Махмуда I. Нови султан на превару је заробио Халила и наредио да га задаве (новембар 1730. година). Догађаји у арапским провинцијама показали су колико је султанова власт ослабила. У Дамаску је породица Азм постала врло утицајна и приморавала је турске намеснике на преговоре. У Галилеји је свој утицај наметнула породица Зајдани. У Тунису и Триполитанији путем устанака на власти се устоличавају локалне династије које временом добијају признање од власти. У земљама Магреба формирају се оџаци, територије са унутрашњом аутономијом.
Махмудова владавина (1730—1754) отпочела је устанком Патрона Халила, наставила се ратовима против Русије, Аустрије и Ирана, да би се ипак завршила периодом мира (1746—1754). Султан је посебну пажњу посветио уређењу војске. У томе је имао помоћ француског грофа Де Бонвала који је служио у војсци Луја XIV. Противљење јаничара спречило је значајније реформе, те су се оне завршиле усавршавањем технике тобџија и минобацача. Бонвал је основао школу за инжењере 1734. године. Она је затворена убрзо након његовог смењивања, 1750. године. 
Махмуда је наследио брат Осман III (1754-1757), безначајна личност током чије владавине је најзначајнији догађај велики пожар у Истанбулу 1755. године. Указима, овај султан је забранио продају вина, приступ женама на јавним шеталиштима и увео је обавезну одећу за немуслимане. Османа је наследио Мустафа III (1757-1774). Он је на месту последњег великог везира задржао Коџа Мехмед Рагиб-пашу. Као поборник мира, један од најистакнутијих државника свога доба, велики везир, одржавао је добре везе са страним силама.

## Почетак источног питања
Источно питање је скуп догађаја између 1774. и 1923. године (Споразум у Лозани) чије су главне карактеристике постепено комадање Османског царства и ривалство великих сила које су имале за циљ да успоставе контролу и утицај у балканским земљама Европе и приобалним земљама источног Средоземља (до Персијског залива и Индијског океана). Русија је тежила да прошири доминацију над Балканским полуострвом и добије приступ ка отвореном мору. Енглеска је желела да заштити пут за Индију. Французи су желели да одбране своје трговачке позиције. Аустријанци су покушавали да сузбију руски утицај, посебно у Босни и Херцеговини. Османски владари трудили су се да спроведу реформе (танзимат) у административном, социјалном, политичком и културном домену. Султани Абдулхамид I (1774-1789) и Селим III (1789-1807) радили су на обнови османске државе, пре свега на формирању војске, али и на отварању ка западној техници и култури. Абдулхамид је био прави иницијатор нове политике. У реформном раду ослањао се на способне велике везире који су делили иста схватања. Ауторитет султана, међутим, био је једва признат на периферији Царства. Било је проблема у Египту (Мурат и Ибрахим-бег), Сирији, Либану и Палестини (Ахмед-паша Џазар). Султан није покушавао да силом успостави централну власт. Посветио је велике напоре потпуном обнављању артиљерије и морнарице. Артиљерију је поверио барону Де Тоту, угарском племићу, претходно у француској служби. Он је образовао нови артиљеријски корпус са брзом паљбом. Део топова испоручивала је Француска. Основао је нову ливницу топова у Хаскоју и оживео некадашњу инжињерску школу Бонвал-паше. Реформу морнарице извршио је Џезајир-ли Гази Хасан-паша након битке код Чешме. Већина бродова је уништена у бици, па је он отпочео са изградњом нове флоте. Тако је током Абдулхамидове владавине формирана војска модерног типа.
Царица Катарина II је 1777. године интервенисала у Кримском ханату смењујући Девдет Гираја и постављајући на његово место Шанин Гираја. Избија сукоб између Турске и Русије око Крима који траје до 1779. године када су Катаринине трупе заузеле и анектирале полуострво. Султан је, уз подршку Халил Хамида, признао анексију споразумом у Ајнали Каваку (1784). Анексија Крима је за Катарину била само етапа у стварању православне државе на челу са руским владарем. Реч је о плановима за деобу Османског царства које је руска царица водила са аустријским министром спољних послова. Милитаристичко расположење у Турској кулминирало је доласком Коџе Јусуфа-паше на везирски престо. Он је упутио ултиматум Русији да евакуише Крим што је довело до објаве рата (септембар 1787. година). Аустрија улази у рат следеће године. Он се завршио потписивањем мира у Свиштову (са Аустријом 1791) и мира у Јашију (са Русијом 1792) којима Турска није ништа изгубила. Европске силе окренуле су се западу, ка Француској где је неколико година раније избила револуција. Дњестар је постала гранична река између Турске и Русије.
Са владавином султана Селима (1789—1807) почиње нова етапа у османској историји. Он је више и од својих претходника показивао жељу за спровођењем реформи. Најпре је реформисао турску војску. Јаничарски ред је измењен, али не у потпуности. Регрутовање је било много строже, успостављена је нова хијерархија, плате су исплаћиване редовно, уведена је обавезна обука. Унутар редова раздвојене су војне од административних функција. Спахије су подвргнуте строжој контроли са мерама поводом неодазивања. Селим је 1794. године основао нови пешадијски корпус „низам-и џедид“ (нова организација), који су обучавали страни официри. Корпус је имао сопствена финансијска средства, а регрутован је искључиво у Анадолији. Реформисана је и морнарица, захваљујући реформама наследника Газе Хасан-паше, Кучук Хусеин-паше. Захваљујући побољшању регрутовања и обуке морнара, османска морнарица претворена је у модерну морнарицу. Основана је Поморска школа, реорганизована су бродоградилишта, отворена је Поморска медицинска школа. Како би обезбедио новац за своје реформе, Селим је извршио девалвацију новца и спровео конфисковање имовине богатих трговаца и повећање таксе. Цивилне реформе биле су мање значајне. Односе се на реорганизацију финансијских служби, снабдевање градова основним производима, ношење законом прописане одеће и сл.
Област у којој је султан извршио највеће реформе је дипломатија. Његова владавина почетак је отварања ка Западу и знак признавања заосталости Царства. Селим је највише ценио француску културу и нове идеје Француске револуције, мада је осудио погубљење Луја XVI. Наполеонов поход на Египат привремено је зауставио добре односе, али су они обновљени већ 1802. године и биће добри све до краја Наполеонове ере. Селим је први османски владар који шаље сталне амбасадоре у европске земље. Амбасадори су послати у Лондон, Берлин, Беч и Париз. Односи са Русијом побољшали су се након смрти царице Катарине, јер је њен наследник Павле желео да сузбије француски утицај на Порту.

## Османско царство у првој половини 19. века

### Борба за султански престо
Након смрти царице Катарине II руско-османски односи су се побољшали, али је Бонапартин поход на Египат пореметио добре француско-османске односе и приморао Селима III да септембра 1798. године склопи савез са Британцима и Русима и објави Француској рат. Француски конзули и трговци су ухапшени, француска имовина конфискована, а острва у Јонском мору су поново заузеле Османлије. Француска и османска војска су се сукобиле у Палестини, али је Бонапарта морао да прекине опсаду Акре која је трајала од марта до маја 1799. године. Друга османска војска је доживела пораз у Абукиру у јулу, али је Клебер који је заменио Бонапарту убијен јуна 1800. године, а његов наследник генерал Мену се повукао из Египта 1. септембра 1801. године. Мир је закључен јуна 1802. године. Француска је вратила све и добила право на пловидбу у Црном мору, а добри француско-османски односи су се одржали упркос покушајима Русије и Британије сем у кратком периоду од 1804. до 1805. године када је Селим одбијао да призна Наполеону царску титулу. Британци су покушали да војно окупирају Египат, али их је намесник Мехмед Алија присилио да се повуку. Он је од 1811. до 1818. године водио рат против побуњених Вахабита у Арабији које је подржавао емир Неџида Ибн Сауд који је 1803-1804. године ставио Меку и Медину под своју власт до 1813. године када су свети градови враћени под османску власт. Џазар Ахмед паша, намесник Дамаска, желео је да створи државу од Сирије и Палестине, али је убијен 1804. године. У северној Анадолији је Џаникли Тајир паша уз подршку Русије такође тежио независности. У источној Тракији и западној Бугарској су се осамосталили Тарсаникли Исмаил паша и његов заменик Мустафа Бајрактар, Осман Пазваноглу у западној Бугарској и источној Србији, Али паша у Албанији и Епиру, а Срби су подигли устанак у Београдском пашалуку. Британија се заложила да Османско царство дозволи Русији пролаз кроз мореузе 22. септембар 1806. године и Селим је то у почетку прихватио, али је након пораза Пруса од Француза код Јене и Ауерштата 14. новембра 1806. године затворио пролазе, те су Руси децембра окупирали Молдавију, наводно ради заштите султана од Француза. Упркос борби Бајрактара и Пазваноглуа пошло им је за руком да окупирају и Влашку и Бесарабију. Британска флота најпре усидрила испред Цариграда, а када је Селим отворено одбацио њене понуде, марта 1807. године се упутила у Египат да би подржала побуну Мамелука, али их је Мехмед Алија поразио и септембра су се повукли. Због незадовољства јаничара и улеме, па и народа, маја 1807. године је дошло до побуне коју су започели јамаци, јаничарске помоћне трупе које су чувале босфорска утврђења. Предвођени Кабакчи Мустафом убиле су официра низам и-џедида који је настојао да их приволи да прихвате нове униформе и вежбе. Султан је покушао да преговара са побуњеницима по савету шејх ул-ислама Атаулах ефендије, али су они одбили и кренули према палати. Придружили су им се султанови противници из свих редова и тражили укидање реформи и султаново повлачење, те је Селим 29. маја 1807. године абдицирао у корист свог рођака.
Мустафа IV (1807-1808) је укинуо све реформе. Организована је хајка на све Селимове присталице по читавом Царству, а посебно на официре низам-и џедида. На власти су се учврстили велики везир Ибрахим Хилми паша и шејх ул-ислам Атаулах ефендија који су у прво време сарађивали. Међутим, јаничари су убрзо убили великог везира и ред је завео тек Мустафа Бајрактар својим доласком у Цариград 8. јула 1807. године. Упркос заслугама за постизање мира, побуњеници га нису поставили за великог везира, те се демонстративно вратио у Рушчук. Услед одредби Тилзитског мира између Француске и Русије августа 1807. године потписано је руско-османско примирје у Слобозији. За то време је Мустафа Бајрактар успео да инфилтрира своје присталице у државни врх и оне су утицале на султана да позове Бајрактара у престоницу. Бајрактар је ушао са својим трупама 1. јула 1808. године у Цариград, погубио вођу јаничара Кабакчи Мустафу, а велики везир Челеби Мустафа паша је сарађивао смењивањем Атаулах ефендије. За недељу дана јаничари су савладани. Султан је потом тражио да војска из Рушчука оде на Дунав да штити Царство од могућег руског напада, али су они остали у Цариграду. Челеби Мустафа је открио праве намере Бајрактара и изнео их султану, али овај ништа није предузео. Велики везир је онда послао људе да убију Селима III и људе из Рушчука, али је Бајрактар сазнао за то, придобио улему за враћање Селима на трон и тражио Мустафино повлачење. Мустафа је зато послао агенте да убију Селима и принца Махмуда. Међутим, принц Махмуд се бежећи преко кровова палате спасао и склонио код Бајрактара који га је 28. јула 1808. године прогласио за султана под именом Махмуд II (1808-1839).

### Владавина Махмуда II
Нови султан је у почетку био у сенци Бајрактара. Када су противници елиминисани, у Цариграду су окупљени угледници из провинција сем Али паше Јањинског, Мехмед Алије, арапских моћника и неколико ајана из Бугарске. Окупљени су 7. октобра 1808. потписали споразум чије су главне ставке биле лојалност султану и великом везиру, организација нове војске, редовна уплата пореза, власт у провинцијама уз поштовање закона и правде, узајамно поштовање територија и уређења сваке провинције, подршка реформама и акцијама против непослушника. Султан се са своје стране обавезао да ће повећавати само редовне порезе. Бајрактар је успео да регрутује око 5000 људи и новом реду је због јаничара дао име сегбан и-џедид по некадашњим чуварима паса. Ред је ускоро бројао 10 000 војника под командом некадашњих официра низам и-џедида, а реформе су извршене и у морнарици. У новој побуни јаничара Бајрактар је 14. новембра 1808. године убијен. Султан је одлучно реаговао и на крају је нађен компромис. Сегбан и-џедид је распуштен, а јаничари су после убили неке реформаторе. Махмуд II је имао уз себе већ модернизоване тобџије и морнарицу коју је као капудан паша обновио Хусрев Мехмед паша. Највећи противници били су му провинцијски моћници и улема, те је за борбу против њих на одговорна места у централној власти и војним редовима постављао своје присталице. Пре њега многе реформе је у Египту извео његов намесник Мехмед Алија: створио је војску од регрутованих египатских сељака које су обучавали страни официри, модернизовао је администрацију, развијао експлоатацију египатских ресурса, слао студенте у Европу, развијао модернији систем образовања и штампу. За то време окончан је руско-турски рат миром у Букурешту, Србима је ферманима из 1816. године и касније Хатишерифом из 1830. године дата унутрашња аутономија, од октобра 1820. године вођен је неуспешан поход против Ирана који се домогао источне Анадолије и напредовао ка Курдистану. Миром у Ерзеруму јула 1823. године ирански шах Фатх Али је добио неке територије у пограничној области и право да ирански трговци слободно тргују и саобраћају по Анадолији. У то време увелико је трајао Грчки устанак, мада се Османско царство почетком 1822. године макар ослободило Али паше Јањинског. Дана 12. јуна 1826. године основане су ешкинџије као језгро нове војске од бираних војника из јаничарских батаљона у престоници. Два дана касније јаничари су се побунили, опљачкали палату великог везира и затражили главе реформиста. Султан је окренуо артиљерију на њих, а остали су гоњени, ухваћени и погубљени. Јаничарски ред је укинут, центри отпора у провинцијама ликвидирани, укинут је и ред спахија, као и бекташије које су сматране извором јаничарске смелости. Започело се са организовањем нове војске под командом сераскера која је 1827. године добила назив Победничке Мухамедове трупе. Морнарица је обновљена, марта 1827. године основана Војномедицинска школа. Приходи Царске ризнице за верске фондације поверени су управи верских фондација, одређени број закупнина, пореза и такса додељени су Ризници закупа са задатком да обезбеди финансирање војске, а истом циљу служило је и увођење таксе за Свети рат. Део тимарске коњице је принуђен да прихвати нова правила 1828. године, а реорганизоване су и нередовне трупе Евлад-и фатихан састављене од номадских племена у Румелији. Уследио је руско-турски рат и француско искрцавање у Алжиру 14. јуна 1830. године. Изговор је био инцидент који се догодио 30. априла 1827. године када је деј Хусеин ударио француског конзула лепезом и низ других који су уследили. Деј је капитулирао 5. јула Бегови Титерија и Орана су се нешто касније покорили, а Константин тек 1837. године. Освајање је трајало до 1846. године, али је та провинција на крају крајева припала Французима.

### Реформе
Период од 1830. до 1839. године био је у Османском царству углавном посвећен решавању египатских криза и цивилним реформама. Султан је имао подршку својих великих везира Решид Мехмед паше (1829-1833) и Мехмед Емин Рауф паше (1833-1839). Мустафа Решид паша био је најзначајнија личност реформаторског покрета, амбасадор у Паризу (1834—1836), Лондону (1836—1873), министар спољних послова (1837—1839), а касније и велики везир у више наврата. По његовој смрти путем реформи наставили су да иду Мехмед Емин паша и Мехмед Фуад. Реформе уведене након 1830. године углавном су обухватале централну и управу у провинцијама. На челу централне владе односно Високе порте налазио се велики везир, а власт је подељена на министарства и одељења. Унутрашњи послови су били у надлежности помоћника великог везира који је 1836. године постао директор за државна питања, а 1837. године министар унутрашњих послова. Управу за судска питања наследило је Министарство правде, установљено је и Министарство финансија. Спољни послови, најпре у надлежности реис ул-кутаба постали су 1836. године још једно министарство које је било надлежно и за спољну трговину. Године 1838. формиран је Савет за пољопривреду и трговину који је прерастао у Савет за јавне радове из кога се издвојило Министарство за трговину. О активностима министарстава одлучивао је Султанов савет министара називан још Султанов савет или Савет министара. Са задатком да проучава предлоге закона 1838. године формиран је Савет Високе порте. Приступило се изради пописа становништва и земљишних катастара ради боље расподеле пореза, закупце пореза су заменили плаћени чиновници централне власти, мухасили, намесници провинција су изгубили власт над локалним гарнизонима који су се нашли у директној надлежности Цариграда. Све те реформе примењиване су постепено, и прво су спроведене у Бурси. Чиновници су 1835. године подељени у 3 категорије: калемије, касније мулкије-цивилно особље, сејфије-војно особље, илмије-судско-верско особље. Њима су управљали велики везир, сераскер и шејх ул-ислам који су били изједначени у хијерархији. Сви чиновници су изгубили звање кул-султановог слуге и постали мемур-чиновник плаћен у складу са функцијом и рангом који је за кривично дело одговарао у складу са посебним законом. При Министарству спољних послова отворена је Преводилачка школа и основана Преводилачка канцеларија у којој су уместо Грка радили искључиво муслимани, а сам султан је учио француски језик. Победничке Мухамедове трупе су 1838. године добиле назив Организоване трупе и састојале су се од пешадије, коњице и артиљерије коју су обучавали Пруси, а међу њима Хелмут фон Молтке.
У току 1833-1834. године формиране су резервне снаге-редиф које су првенствено служиле за обезбеђивање сигурности локалног становништва, али су по потреби и мобилисане. Војници у новој војсци су носили јединствену униформу и фес који је настао преправљањем туниске шешије. Све службе везане за војску, бродоградилишта, складишта оружја и разне фабрике такође су реорганизоване и модернизоване, а војне финансије су априла 1839. прешле под директну управу Министарства финансија. Некадашњи управник тржишне полиције мухтесиб добио је 1828. године назив ихтисаб ага и под његовом надлежношћу су се нашли управници квартова ћехаје. Касније му је у раду помагао Савет стараца као представничко тело разних елемената града. Како образовање више не би зависило искључиво од улеме, почело се са отварањем средњих школа-руждија за оне који су после завршене медресе желели да се посвете војној каријери, школовање за цивилну администрацију одвијало се у Школи за судско и Школи за књижевно образовање. Медицинској школи је 1832. године прикључена Хируршка и од њих је 1839. године настала Царска медицинска школа. Реактивирана је Школа за војне инжењере, отворена Поморска, Школа за војне науке која је касније постала Ратна школа и Војномедицинска школа. Мехмед Алија је предњачио и у покретању османских новина: прве су изашле у Каиру 1829. године, али га је султан брзо следио. Лист Календар догађаја је почео да излази 1. новембра 1831. године као недељник који је објављивао нове законе и декрете и најважније догађаје у Царству и ван њега. Неколико дана касније појавило се француско издање тог листа, док је Мехмед Алија француско издање покренуо 1833. године. Султан је предњачио у прихватању европских трендова као узор поданицима Царства: 1814. године се преселио у палату Долмабахче уређену на западњачки начин, возио се колима, појављивао се у јавности, путовао у унутрашњост ради праћења реализације реформи, одлазио на пријеме и прославе европских дипломата и сам их организовао, у војску је увео војну музику западњачког типа. Европска одећа је постала обавезна за све чиновнике 1829. године и ношење феса. Султан је планирао нове реформе, али је преминуо у тренутку отварања нове египатске кризе, 1. јула 1839. Наследио га је шеснаестогодишњи син Абдулмеџид I (1839-1861) који је поверио државни печат Хусрев Мехмед паши.

## Танзиматске реформе
Преминули султан Махмуд II оставио је за собом младог сина и недовршен програм реформи. За наставак функционисања Царства у реформском духу постарао се Мустафа Решид паша који је 3. новембра 1839. године пред највишим државним званичницима, верским великодостојницима, дипломатским особљем и другим људима прочитао у парку Гилхане у Топкапију тзв. Хатишериф од Гилхане са султановом ирадом о његовом ступању на снагу. Текст је предвиђао судске, финансијске, административне и војне реформе. Објављена је једнакост свих поданика Царства без обзира на веру и националну припадност, гарантовање живота, части и имовине свих поданика. Предвиђено је да се убудуће свакој особи суди у складу са законом и никако без истраге и по кратком поступку, да ће сви плаћати порез у складу са својим приходима и иметком. Закуп пореза је укинут, а сва места би морала да припреме војни контингент у складу са законом који ће бити донет, али војни рок неће бити дужи од 5 година. Тиме је започет период познат под називом танзимат који је обележен широким програмом реформи са врхунцем у проглашењу османског устава 1876. године. Био је то покушај да се спасе Царство које је већ дубоко потресено национализмима и играма великих сила.
Султани Абдулмеџид I (1839-1861), Абдулазиз (1861-1876), Мурат V (1876) и Абдулхамид II (1876-1909) били су за разлику од Селима III и Махмуда II прожети реформама још од детињства. Абдулмеџид се одликовао знањем француског језика, његов брат Абдулазиз љубављу према спорту и лову и био је први султан који је отпутовао у Европу 1867. године Мурат се чак 1872. године прикључио француској масонској ложи. Абдулхамид II се чини као црна тачка у том низу, али не треба заборавити да је танизимат доживео свој процват баш у време његове владавине. Подстицаји за реформе су ипак више долазили из министарских канцеларија Велике порте. Оцем реформи сматра се Мустафа Решид паша који је тек 1846. године поново постао велики везир, а до смрти 1858. године именован је на то место 5 пута. Мехмед Емин Али паша, Мехмед Фуад паша и Мидхат паша ишли су његовим стопама. Емин паша је био у екипи која је подржавала Хатишериф од Гилхане и 1856. године један од главних твораца Хатихумајуна, као и један од покретача Високог савета реформи основаног 1854. ради надгледања и развијања реформи. Мехмед Фуад паша је ушао у државни врх преко Преводилачке канцеларије и ту остао до смрти 1869. године. Мидхат паша је једини који је до власти стигао преко провинција. Најпре је 1861. године постао намесник у Нишу, затим 1864. године у Дунавској области тј. Бугарској, 1869. године у Багдаду, и онда је својим талентом заслужио све веће позиције да би 1876. године као велики везир остварио циљ: проглашење устава. Иницијатива за реформе је стизала и са друге стране, од интелигенције која се постепено развијала током тог периода. Најзначајнија имена османске књижевности тог доба била су Муниф паша, Ибрахим Шинаси и Зија паша. Први се убраја у творце османског новинарства и осниваче Османског научног друштва 1862. године. Шинаси и Зија су вршили значајан утицај на османску интелигенцију у време Абдулазизове владавине. Њихов млађи колега Намик Кемал истакао се као први међу њима који је истицао да се човек рађа слободан и да му је та слобода потребна колико и храна. Са још неколико других интелектуалаца, међу којима су најпознатији Зија паша, Али Суави и египатски принц Мустафа Фазил, 1865. је основао тајно друштво Нови Османи. Због писма критике које је Мустафа Фазил упутио султану 1867. године, сви они су протерани, али је остало још пуно анонимних присталица реформи.

### Министарства и реформа законодавства
Танзиматске реформе су спровођене по моделу из Европе. Стварана су нова министарства, са бројним одељењима, канцеларијама и саветима. О разгранавању бирократије довољно говори податак да је крајем XVIII века султанова служба имала само 1000 до 1500 писара, а у време Абдулхамида II било је око 100 000 разних секретара и бирократа. Почетком 70-их година ХIХ века Порта је имала министарства спољних послова, унутрашњих послова, правде, финансија, верских фондација, трговине, пољопривреде, јавних радова. Сваким од њих управљао је министар или секретар који је био члан Савета министара, у који су улазили још и шејх ул-ислам, официри задужени за војна одељења и председници разних саветодавних скупштина. Ово тело још увек није изгледало као европске владе, али је расправљао о актуелним питањима, анализирао предлоге закона, одобравао државни буџет и по потреби проглашавао одлуке о разноврсним питањима. Најевропскије било је Министарство спољних послова у коме је посебан значај имала Преводилачка канцеларија. Упоредо са министарствима оснивана су саветодавна већа. Најстарији је био Врховни савет правде још из 1838. године, чије су компетенције проширене почетком владавине Абдулмеџида, а имао је задатак да припрема текстове закона и надгледа њихову примену. Због обима посла, створена је посебна комисија за трговинска питања, друга за развој пољопривреде и трећа за сектор јавних радова. Године 1854. Порта је формирала Врховну скупштину за реформе која је попут Врховног савета правде имала законодавне и судске компетенције, али је заседала само 10 година и онда се стопила са Врховним саветом правде коме је дотле помагала. Њу је 1868. године заменио Државни савет састављен од 5 комисија: за унутрашње послове и војна питања, финансије, правду, јавне радове и трговину и пољопривреду, за образовање. Он се по задацима није разликовао много од органа који су му претходили, али је део од 50 чланова био попуњен представницима немуслиманских заједница Царства, као и посланицима из провинцијских скупштина. За ово разноврсно особље велики везири су морали да донесу низ прописа којима су санкционисана одсуствовања, корупција, немар, крађа, злоупотреба положаја, недисциплина и друго. Године 1840. усвојен је доста конфузан казнени закон који је забрањивао самовољно доношење одлука надлежних инстанци. Ревидиран је 1851. године, а 1858. године замењен Кривичним закоником према француском узору. Француску основу имали су и Трговачки законик из 1850. године, ревидиран 1861. године, и Законик о поморској трговини из 1863. године. Одредбе се нису допадале улеми, посебно легализовање позајмице са каматом и увођење облика удруживања који до тада нису били прихваћени. Под руководством историчара, правника и талентованог државника Ахмед Џевдет паше од 1870-1877. године у 16 књига је израђен османски еквивалент Грађанског законика, прилагођен одредбама шеријата, као и Аграрни законик из 1858. године у 132 члана који је само кодификовао постојеће стање без побољшања. Трговачки судови оснивани од 1840. године били су први корак ка лаичком правосуђу и састављени су од тројице судија које је именовала влада и четворице помоћника који су представљали мањинске и европске трговце. Током 60-их година успостављена је мрежа судова тзв. низама задужених за сва питања која нису била у надлежности верских ауторитета. На нивоу нахија стварани су дванаесточлани Савети стараца, окружни судови, казе, у санџацима, апелациони судови у главним градовима провинција, а на врху те хијерархије био је Државни савет у Цариграду. Њима су председавале кадије, али су нека места остављана и за немуслиманске чланове, као и за световна лица која су именовале цивилне власти.

### Школство
Средином века изграђен је образовни систем који су чиниле медресе са часовима аритметике, османске историје и географије и верског образовања, затим руждије у којима су деца 10-15 година изучавала језик-турски, арапски и персијски, математику, геометрију, историју, географију и религију, и коначно идади-трогодишње школе у чијем програму су се налазили оријентални језици, француски, економија, алгебра, аритметика, рачуноводство, физика, хемија, филозофија, историја, географија, мануелни радови. Међутим, школа је било мало, нпр. после Кримског рата било је само 60-ак руждија. Уредбом из 1869. године образовној пирамиди је додата султанова школа-мектеби султани, као неки вид гимназије. Прва таква основана је 1868. године у Галатасарају уз подршку француске владе и настава се одвијала на француском, а ученицима је по изласку из школе обезбеђивано значајно место у администрацији. Установа је била отворена не само за муслимане већ и за припаднике мањина. Године 1873. године отворена је и гимназија за сирочад која је имала одсек за телеграфију. Покушај отварања универзитета 1870. године био је неуспешан због напада улеме и финансијских потешкоћа, а смрт главног покретача тог пројекта Али паше га је је окончала 1871. године. Младим Османлијама су ипак стајале на располагању разне више школе, углавном војне, али и неке цивилне попут Административне из 1859. године, Медицинске из 1866. године, Више реалне из 1862. године и Реалне женске школе отворене 1870. Све оне биле су доступне свим поданицима Царства. Сем, њих немуслиманске заједнице су отварале и своје посебне школе, па их је тако јерменска заједница имала 1871. године 48 у Цариграду и 469 широм Анадолије. Од војних школа најзначајнија је била Генералштабска у којој су наставу реализовали Французи и Пруси. Године 1843, делимично по узору на пруски војни закон из 1814. године, уведене су провинцијске команде и створено је 5 армија за Цариград, Источну Тракију, Румелију, Анадолију и арапске провинције, док је 1848. године основана и шеста са седиштем у Багдаду за Ирак и Хеџас. Нова османска војска бројала је око 150 000 људи. Регрути су служили 5 година, након чега су на 7 година пребацивани у резерву и били би слободни када напуне 32 године. Законом из 1869. уведене су три категорије служења војске: активно служење (низамије) 4 године, резерва 6 година, гарда 8 година, након које би са навршених 40 година живота војници били слободни. Сви османски поданици су регрутовани случајним избором, мада је немуслиманско становништво могло да се ослободи плаћањем бедела, таксе за откуп војне службе, јер није било баш пожељно у војним редовима. Након Кримског рата пажња је посвећена флоти и за неколико година османска морнарица је постала трећа у свету. Законом из 1864. године извршена је нова територијална подела на 27 провинција-вилајета, подељених на санџаке, ови на казе, сачињене од нахија, а основне јединице су била села или четврти. Њихови управници су носили титуле валије у провинцији, мутасарифа у санџаку, кајмакама у кази, мудура у нахији, и мухтаза у најнижим јединицама којима је помагао Савет стараца. На свим нивоима су уведена бирана или именована тела за разна питања, попут судских и оних за решавање локалних проблема. У свима њима је предвиђено присуство немуслиманских представника.

### Нижи слојеви
Реформом Мустафа Решид паше из 1840. године предвиђено је укидање закупа пореза и увођење плаћеног особља за његово прикупљање, али се тај систем показао непрактичним и за неке порезе је поново уведен закуп. Средином 60-их година плаћао се агнам-такса на стоку, џизја-порез немуслиманског становништва, ушур-десетак од приноса, бедел-за избегавање војне службе, и широки спектар других пореза од којих су најисплативији били порез на добит и приходе. Приходи од поштанских марака чинили су 1861-1862. године 13% укупних прихода државе, а биле су ту и таксе на лична документа издавана грађанима приликом пописа, на различите производе попут дувана, соли, алкохолних пића, те царинске таксе. Катастарска служба је основана 1858. године. Године 1840. пуштене су у оптицај каиме нешто попут признаница Ризнице уз камату од 12% годишње. Оне су се лако фалсификовале, те је османска влада одлучила да се окрене зајмовима из иностранства. Танзиматске реформе су подстакле миграције из села у град и брз демографски раст градова. У циљу обезбеђивања пољопривредне радне снаге држава је насељавала мухаџире-емигранте који су долазили споља, највише из Русије. Порта је чак 1857. године издала закон који је породице мухаџира обезбеђивао комадом земље и ослобађао их плаћања пореза и служења војске 6-12 година у зависности од места насељавања. Године 1860. основана је и Комисија за избеглице. Само у 1864. години забележено је око 400 000 мухаџира пристиглих из руских лука. Пораст градског становништва захтевао је измене функционисања градова. Најпре је у Цариграду створена општинска управа на челу са градоначелником и Саветом од 12 чланова која је имала разне задатке: утврђивање локалне пореске основице, надгледање пијаца, контролисање снабдевања водом и храном, регулисање радова на изградњи итд. Уведена је подела на арондисмане од којих је први профункционисао Шести у чијем су саставу биле Галата и Пера. Његови градски већници били су задужени за урбанизацију градског простора, а од 1868. године тај метод функционисања се проширио на друге квартове па чак и неке градове у провинцији. Законом који је изгласао Парламент 1877. систем је званично проширен на све градове у Царству. У циљу стимулисања спољне трговине од 1838. до 1841. године потписани су трговински уговори са Британијом, Француском, Сардинијом, Шведском, Норвешком, Шпанијом, Холандијом, Пруском, Данском, Тосканом и Белгијом у либералном духу. Девет артикала: дуван, памук, пшеница, јечам, суво грожђе, свила, мак и козја длака, чинили су 1850-1870. године скоро 60% извоза Османског царства. Споља су долазили углавном готови производи, и трговински биланс је стално био у корист Европе, те се подстицао развој домаћег занатства, а Порта је 1861. године одредила да концеције у рударском сектору могу трајати најдуже 10 година, а њихови власници су држави плаћали 1/4 бруто дохотка. Срећу су окушали инострани капитали, посебно оснивањем банака од 1863. године и развојем друмских и железничких праваца. Порта је била свесна потпадања под страни утицај, али су јој европско тржиште и капитал били исувише потребни. Како би онемогућили већи утицај сила у националним питањима на тлу Османског царства, Османлије су 18. фебруара 1856. године донеле ферман познат као Хатихумајун који је прокламовао слободу вероисповести, једнакост немуслимана са муслиманима пред законом и пореским системом, приступ свима у све административне инстанце, слободно уживање традиционалних повластица, нарочито у погледу унутрашње организације заједница, реорганизацију провинцијских административних структура у циљу заступљености свих заједница у њима, као и исте обавезе у погледу војног регрутовања. Држава ће убудуће располагати годишњим буџетом и надгледаће правилно управљање јавним финансијама, предузеће јавне радове, дозволиће оснивање банака и других финансијских друштава, бориће се против корупције и малверзација и слично. Овај ферман је представљао мач са две оштрице, јер је истовремено био у духу уједињења, али и подстицао на препород појединачних милета. Током 60-их година Јермени и Јевреји су добили своје скупштине, 1870. године признат је бугарски милет, а на исти ранг уздигнуте су и мале заједнице Асираца и Халдејаца, што је водило само још већем комадању.

### Неуспеси спољне политике
Доба танзимата на спољном плану почело је Другом египатском кризом која је окончана 1841. године, када је већ настао проблем у Либану. Наиме, равнотежа између тамошњих маронита, Друза и сунитских муслимана поремећена је за време египатске окупације, када је Ибрахим искористио мароните против муслимана. Друзи су искористили свгрнуће Бешира II 1840. године да поврате ранији положај, а маронити су тежили проширењу на јужни део Либана у коме су живели претежно Друзи подржани од Британаца који су желели да спрече француску превласт преко маронита. Друзи су опсели и престоницу Бешира III у Дајр ул Камару окотбра 1841. године, те га је султан уклонио и покушао да уведе праву османску власт. Велике силе су га натерале да уведе нови систем самосталности, те је 1843. године Либан подељен на маронитски и друшки санџак границом од Бејрута до Дамаска под османским управљачем који је столовао у Бејруту, а не више у Акри. Хришћани су почели да нападају друшке сељаке на југу, а ови им узвраћали, те је министар спољних послова Шекиб паша допунио поделу санџака локалним заступницима сваке вере који су сакупљали порезе и извршавали друге управне послове у селима настањеним припадницима њихове вере. Сваки округ добио је мешано веће са плаћеним члановима који су имали овлашћење да примају жалбе на судске одлуке, одређују порезе, регулишу њихово убирање и саветују окружне управљаче. Француска у почетку није прихватала то решење, али је Мустафа Решид паша 18. октобра 1846. године у посети Либану приморао Французе и мароните да га прихвате. Стално су били присутни неки немири на Балкану, 1853. почео је Кримски рат који је више био европски но руско-турски, али је исцрпео државу, иако је Париским мировним уговором више окрњен њен суверенитет но што је имала губитака. За време рата султан Абдулмеџид закључио је први зајам у иностранству од седам милиона фунти стерлинга. Нови зајмови 1858, 1860. и 1861. године довели су до оснивања тзв. Отоманске банке 1863. године посредством које су француски и британски повериоци добили право обављања емисије, финансијске контроле и других функција државне банке. У Либану је избила нова криза 1858. године побуном маронитских сељака под вођством ковача Танијуса Шахина који су основали сељачку републику. Друзи и сунитски муслимани су покушавали да успоставе превласт, а онда је група маронита 27. маја 1860. године напала друшко село након чега су уследили покољи и одмазде не само у Либану већ и у Сирији који су однели многе људске животе. Ситуацију је средио Фуад паша доласком у Сирију, након чега је сазвао међународну конференцију најпре у Бејруту, а онда у Цариграду, због чињенице да су француска и британска флота кренуле ка Либану. На Бејоглуу је 9. јуна 1861. године установљен Органски статут који је Либану дао управну, судску и финансијску самосталност, османске трупе су имале да се повуку из њега и није се тражио данак Цариграду, а на челу провинције се налазио католик изабран од Порте и њој одговоран кога су потврђивале и надзирале силе уз помоћ Управног већа. Сви поданици су били једнаки пред законом, без обзира на веру, локални порези су остајали провинцији, али су се и мањкови надокнађивали локално, а не из османске ризнице. Стекавши одређену аутономију, од Царства су се фактички осамостаљивале и Румунија, Србија, Црна Гора, Крит. У Босни и Херцеговини је након више мањих побуна коначно 1875. године избио велики устанак који су искористиле велике силе да се умешају.

### Револуција у Цариграду
У Цариграду је такође дошло до немира због страдања муслимана и 11. маја 1876. године на улице су изашли демонстранти који су осуђивали владу за кукавичлук, а на челу су им се налазиле софте, студенти верских школа. Поворке су кренуле ка Порти тражећи одлазак министара, смену шејх ул-ислама Хасана Фехми ефендије и Недим паше кога су оптуживали за русофилство. Суочен са нарастајућим немирима, Абдулазиз је наредног дана пристао. У новој влади најзначајнији су били Хусеин Авни паша на челу Министарства одбране и Мидхат паша, министар без портфеља. Односи између њих и султана су били напети, те се дошло на идеју да се владар свргне са престола. Разлози су се свакако могли наћи, нарочито у финансијским питањима. Мидхат је оклевао, али се сложио са идејом када је увидео да неће нагнати султана да прогласи устав. Шејх ул-ислам је издао фетву да са верског становишта нема ничег што би се противило свргавању владара. Хусеин Авни паша је 29. маја 1876. године опколио са војском Долмабахче, а морнарица је извршила блокаду палате са мора. Истог дана најстарији Абдулмеџидов син Мурат примио је њихову заклетву на верност, преко своје воље. Кроз мање од недељу дана свргнути султан је пронађен мртав у соби у палати Ферије у Ортакоју коју му је влада доделила након детронизације. Нови владар је био интелигентан, образован и отворен за напредне идеје, али је показивао знаке великог душевног растројства, те га је 31. августа заменио брат Абдулхамид II. За то време већ се увелико ратовало са Србијом и Црном Гором, а још увек није завршен ни устанак у Босни и Херцеговини. На Цариградској конференцији великих сила отвореној 23. децембра 1876. године османски министар спољних послова Сафет паша саопштио је да је проглашен устав. Донет је на иницијативу Мидхат паше који је искористио тренутак територијалних губитака и мешања сила да убеди новог султана како је то једино решење. Имао је 119 чланова подељених у 12 одељка и предвиђао је дводомни Парламент који је требало да се састаје сваке године између 1. октобра и 1. марта, сем ако га султан не сазове раније. Чланове Сената старе минимум 40 година и са претходним државничким искуством је доживотно постављао султан, а скупштинске посланике на мандат од 4 године је бирао народ у размери један на 50 000 мушкараца. Гласање је било тајно. Државни савет је задржао функцију врховног суда и органа задуженог за припремање законских предлога на подстицај министара или неког дома Парламента. Султан и даље никоме није одговарао за своје поступке, именовао је и разрешавао министре, сазивао и распуштао Парламент, проглашавао законе, командовао војним снагама, потписивао уговоре, објављивао рат и мир, имао право помиловања. Могао је објавити опсадно стање и привремено одложити уставна дејства и прогнати свакога кога је сматрао опасним по династију или државу. Међутим, посланици су изгласавали законе, буџет, а османским поданицима су гарантоване све одредбе фермана из 1839. године и 1856. године. Судови су постали независни, судије су биране доживотно, а установљен је и Врховни суд за примање притужби против власти који се састојао од 10 чланова. Како је султан постигао да омете планове сила, почетком фебруара 1877. протерао је Мидхат пашу у изгнанство, а посланици и чланови Сената почели су са радом 19. марта 1877. године. Уследио је руско-турски рат током кога су се у Парламенту чуле све жешће критике против владе. Султан је 13. фебруара 1878. године сазвао парламентарну комисију да би је консултовао у вези са одговором на британску понуду да пошаље флоту у Мраморно море. Изјава вође еснафа произвођача постава, Наџи Ахмед ефендије, да је султан требало раније да се консултује, а не тек тад, разбеснела је Абдулхамида и сутрадан је распустио Скупштину.

## Османско царство у другој половини 19. века
Источна криза донела је велике територијалне и финансијске губитке Османском царству. Проглашење независности Србије, Црне Горе и Румуније, лишило је државу њиховог данка, док је стекла обавезу да плати Русији ратну одштету од око 800 000 000 франака. Османске финансије су дошле до дна и Порта је објавила друго по реду банкротство од 1875. године што је омогућило повериоцима да јој наметну своју финансијску контролу. Споразум је постигнут тек 1881. године и објављен у Мухаремском декрету децембра. Спољни османски дуг је израчунат на 2 500 000 000 франака. Ради обезбеђења исплата створена је Управа османског државног дуга од представника страних поверилаца на челу са Французима. Управи је дат низ најважнијих прихода османске државне благајне нпр. приходи од монопола дувана и соли, део царина, порези од свиларства и риболова, таксе. Држава је претрпела нове губитке уступањем Тесалије и дела Епира Грчкој 1881. године, падом Туниса под француски протекторат исте, а Египта под британски наредне године, и припајањем Источне Румелије Кнежевини Бугарској 1885. године.
Абдулхамид II је почео да преиспитује ваљаност политике танзимата. Током 1878. године суочио се са двема побунама чији је циљ био враћање на престо Мурата V: маја са нападом групе Алија Суавија на палату Чираган и у лето са завером Грка Клеантија Скалијерија, великог мајстора масонске ложе Продоса. Оба покушаја су пропала, али су учврстила султаново неповерење према либералима и масонима. Парламент више није сазиван, а устав је суспендован, мада није званично укинут. Мидхат паша је 1878. године враћен из прогонства под притиском Британије и наизменично је био намесник Дамаска и Ајдина, а 1881. године је оптужен за убиство Абдулазиза и послат у Таифу, у Арабију, где је 3 године касније задављен, вероватно по налогу султана. Намик Кемал је прогнан на једно острво у Егејском мору, његови рукописи су конфисковани, а дела цензурисана. За 6 година промењено је 16 великих везира, а султан је напустио палату Долмабахче и настанио се на брду Јилдиз опасаном високим зидинама. Време владавине Порте је завршено, појавио се султан који је преузео власт у своје руке. У мору великих везира издвојили су се Сејид паша и Камил паша. Први је предузео значајне реформе везане за организацију полиције, независност судства, модернизацију бирократије, стварање Трговачке коморе у Цариграду, ширење модерне школске мреже, док је други подстицао страна предузећа да унесу своје тековине у Царство, али су обојица имали тренутке када им је био угрожен живот: Сејид паша је потражио уточиште у британској амбасади 1895. године, а Камил паша као намесник Ајдина ставио се 1907. године под заштиту британског конзула у Смирни. Султан се окружио разним саветницима, а ван палате је владао преко гомиле бирократа. Донета је уредба о јавним функцијама, а високи функционери су образовани у Административној, али и новоотвореној Правној и Финансијској школи. Највиши службеници су богато награђивани, а ситни су малтретирани, и упркос законима, владала је корупција. Године 1880. године формирано је Министарство полиције по француском моделу са људима од поверења на челу, али је паралелно постојао систем потказивања, вероватно по угледу на Немачку. Османска држава је била прва поред Русије која је увела систем пасоша ради праћења кретања људи. Појачана је цензура, а постојеће комисије за цензуру прикључене су Министарству образовања и Министарству спољних послова да би надгледале локалне и публикације из иностранства. За оснивање издавачких кућа или новина била је потребна дозвола, а употреба одређених термина била је забрањена (слобода, устав, револуција, анархија, штрајк, отаџбина...). Такође је било забрањено правити алузије на султана Мурата V, догађаје на Криту или у Македонији. Истовремено су спровођене реформе у области правосуђа, комуникација, образовања које су представљале наставак оних из доба танзимата.
Тако је Цариград добио 1900. године универзитет, мада са циљем да задржи студенте од одласка у Европу где би се сусрели са либералним идејама, а мрежа основних и средњих школа имала је задатак да одгаја добре муслимане и одане османске поданике. Једна од особина по којој се Хамидовска држава разликује од државе танзимата јесте повратак исламској религији у смислу да је поново посвећивано доста времена вери у школама, за џамије, верским великодостојницима. Сам Абдулхамид је пружао такав пример као члан братства кадирија, водио је побожан живот, на верској бази развијао односе са другим муслиманским државама. Уведене су субвенције за муслиманске новине, халифина слика је објављивана и његово име спомињано у џамијама на проповеди петком. Свим тим мерама заправо се османизам покушавао заменити идеологијом (пан)исламизма. То је било од посебног значаја, ако се узме у обзир чињеница да је дошло до националног буђења Арбанаса, Курда и Арапа. Абдулхамид је практиковао политику савезништва са великим породицама курских верских великодостојника, што се показало ефикасном мером, јер после 1880. године више није било великих побуна Курда. Арапи су највише потезали питање враћања халифата у њихове руке и то од 1876. године кроз кампању у једним лондонским новинама. Покренут је читав пропагандни талас који је захватио Бејрут, Алепо, Дамаск и Багдад и султан је у томе видео британске прсте борећи се фаворизовањем тих провинција на економском и политичком плану и идеологијом исламизма. С друге стране, за шејх ул-ислама постављане су мање битне личности, а братства и медресе су препуштене зубу времена. Утицај странаца се испољио првенствено на финансијском и привредном плану. Током своје владавине Абдулхамид се доста позајмљивао у иностранству, али су његове позајмице мало боље коришћене но раније. Страни капитал је доста улагао у железнице, изградњу лука, докова и светионика. Једно немачко друштво добило је 1888. године концесије за анадолску железницу на релацији Измир-Анкара која је завршена 1892. године, затим је изграђен крак од Ескишехира ка Конији, а на самом крају века Немци су добили концесију и за продужетак пруге до Багдада, тзв. багдадску железницу. Због јачања немачког утицаја Русија је тражила посебан споразум којим је 1900. године добила искључиво право изградње железница у североисточној Анадолији у наредних 10 година. Царство је све више потресано проблемима у Македонији, захтевима Арбанаса, уплитањем великих сила. У таквим условима истакао се младотурски покрет.

## Балканске провинције Царства
Између средине 14. и 16. века, Турци су своју власт успоставили готово на читавом Балканском полуострву. Током Сулејманове владавине освајања се шире и преко Дунава када Турци освајају области између Саве и Драве и Темишварски Банат. Само су Словенија и Западна Хрватска и даље били у рукама Хабзбурговаца. Тако су се под влашћу Османлија нашле разне етничке групе: Јужни Словени (Срби, Хрвати, Бугари), Грци, Албанци, Румуни и Арумуни (Цинцари или Балкански Власи), Угри. У оквирима Царства, у најдаљем кругу балканских провинција, налазиле су се Молдавија и Влашка, које су представљале земљу хришћанских трибутара, нека врста вазалних држава. Оне су задржавале своје војводе и бојаре, али је њих морала да потврди Порта. Задржавале су и своје политичке институције. Такође, морале су да следе турску спољну политику. Трансилванија је задржала првобитну организацију услед етничког и верског плурализма; постојале су три нације (Мађари, Секељи и Саксонци, док Румуни нису признати као нација). Религије су католицизам, калвинизам, лутеранство и унитаријанска црква (основана 1564). Централна Угарска била је сведена на режим какав је обично постојао у Царству: била је издељена на санџаке, уз систем тимара и фискалних агената, кадија и гарнизона. Угарска је између 1526. и 1606. године била поприште сталних сукоба. Други круг балканских области чиниле су територије ограничене Дунавом и Савом на северу, северном Бугарском на истоку и долином Вардара. Ови простори обухватали су Босну, Херцеговину, Црну Гору, Србију, Албанију и Грчку. Била је то погранична зона наспрам Венеције и Хабзбуршке монархије. Ове територије биле су у суседству Дубровачке републике. Ахднаме које су султани додељивали Дубровчанима гарантовали су им слободу трговине широм Царства уз царинске обавезе од 2% на извоз и 2% на увоз (у Истанбулу, Једрену и Бурси 5%). Дубровчани су оснивали трговачке колоније у виду самоуправних општина на челу са трговачким скупом. Црна Гора опирала се турском освајању до 1499. године. Читава земља тада је постала султанов хас, припојена Скадарском и Дукађинском санџаку. У Црној Гори успостављена је нека врста теократије; од 1515. године православни владика Цетиња носио је титулу кнеза-владике. У Албанији, основна јединица било је племе (фис) предвођено најстаријим мушким чланом. Једно или више племена сачињавали су аутономну територијалну целину – барјак, на челу са барјактаром. Територија Грчке била је избраздана планинама те је постојало много изолованих зона. Манастири на Атосу уживали су значајне повластице; приступ трећем прсту Халкидикија није био дозвољен ни турским официрима.
Османлије нису успеле да балканске различитости стопе у једну целину. Они су се трудили да не мењају стари фискални систем; чак су га делимично и ублажили замењујући државним законом похлепу претходних владара. Османски режим био је више наклоњен народу него они који су му претходили. Долази до цветања народних цркава на штету Цариградске патријаршије. Турци 1393. године укидају Бугарску патријаршију, а након освајања Србије и Пећку патријаршију. Мехмед Освајач признао је патријаршијску институцију у Цариграду на челу са Георгијем Сколаријем. Духовна превласт призната је Цариградској патријаршији. Она је имала посебне обавезе према Порти, односно Ризници, којој је од 1465/6. године исплаћивала „поклоне“ (пешкеш) поводом доласка сваког патријарха. Од 1474. године поклони прерастају у годишњи данак. Држава је признала цркви и извесну правну моћ. Пресуде су доношене на основу римског права, а главни извор био је „Хексабиблос“ Константина Арменопулоса из 14. века. Разне јеврејске и хришћанске заједнице уживале су статус „зимија“ што значи да су могли да упражњавају своју веру и задрже обредна места и предмете. И поред ових ограничења исламизације, у Румелији је у 16. веку било 18% муслиманског становништва. Ово је резултат чињенице да су немуслимани били грађани другог реда: нису смели да јашу коња, носе оружје, морали су да носе одређене делове одеће, одређене боје биле су им забрањене и сл.
Период друге половине 17. и 18. века обележен је стварањем система великих приватних земљишних поседа, чифлука. Они су настали на обрадивој земљи која је била у власништву султана, односно државе. У Босни су се они називали бејлик, а у грчким земљама хипостатици. Земље је додељивао султан приватним лицима, најчешће великодостојницима. Циљ је био побољшање те земље; власници су је обрађивали и крчили. Власник се постављао као нова странка између раје и тимарника. Приходе султана прикупљали су мултезими који су били и управници тих поседа. Држава је у 17. веку легализовала посебан намет за потребе рата – имдад и-сеферије (ратни порез). Авариз или главарину плаћали су немуслимани. Хришћански великаши називани су различито, у складу са областима у којима су живели. Код Срба и Влаха постојали су кнезови, а њихове области биле су капетаније. Градови и села организовали су се у комуналне лаичке организације (коинон) којима је управљао Савет. Савет се бринуо за хигијену, цркве, школе, порез и сл. Најразрађенији систем самоуправе постојао је на Пелопонезу након османског освајања 1718. године. Крајем 18. века, услед слабљења утицаја Порте, долази до успона разних самозванаца, попут Али-паше Јањинског и Османа Пазваноглуа из Видина.

## Арапске провинције Царства
Од похода Селима I против шаха Исмаила (1514), области насељене већински арапским становништвом улазе у састав Царства. Исти султан срушио је Мамелучки султанат који је преко 250 година доминирао Блиским истоком. Након тога, Османлијама је требало свега неколико година да прошире своју власт на читав арапски свет. Освајање Сирије, Палестине и Египта довршено је 1517. године. Већ следеће године се турски гусар Хајрудин Барбароса приклонио Селиму и постао беглербег припајајући Царству западни део арапског света. Тунис је припојен 1534. године. Изузев Марока, све арапске земље биле су у саставу Царства. Био је то простор од 2.500.000 km² са 12.000.000 становника (више од половине укупних поданика султана). Ове области требало је у потпуности контролисати административним системом који ће успоставити централна власт, уз штедњу средстава. Неколико стотина или хиљада јаничара требало је обезбедити унутрашњи ред. Ипак, никаква опасност од спољног напада није претила арапским провинцијама све до Наполеоновог похода из 1798. године. Алжир је престао да буде у саставу Царства 1830. године, а Сирија, Палестина и Ирак остале су у његовом саставу до Првог светског рата. Почетком 17. века Османско царство било је подељено на 32 ејалета, од којих се 13 односило на арапске провинције.
Султанска власт располагала је прецизним информацијама о арапским провинцијама, захваљујући пописа становништва (фискалне природе) и законских прописа (канунама), као и својих представника на терену (намесника). Намесници (валије) били су у рангу везира и носили су титулу паше. Њихов статус зависио је од важности провинције; Египат је имао намесника највишег ранга, као и Алеп. Трајање намесничких функција обично није премашивало 3 године. Провинције су биле подељене на неколико правних округа. У Египту је постојало 16 окружних судова. Утицај судија ширио се и у домен политике. Судије су помагале намеснику провинције. Свака провинција располагала је са једном или више јединица (орта) оџака јаничара, одређених редним бројевима. Одредима јаничара командовале су аге или заменици (ћехаје). Војници су водили порекло од локалног становништва.
У арапским провинцијама Царства приметни су покушаји склапања компромиса између власти и локалних снага. Селим није ни помишљао да укине структуру Мамелучког султаната. Мамелучко људство одржало се на функцијама. Мамелуци су имали значајан удео у управљању египатским провинцијама, што им је омогућило да се поставе пашама као супарничка власт. У Тунису је била слична ситуација. Тамо су постојали логори (махале) који су обављали војне походе, али и прикупљали порезе и водили рачуна о управи. Институција је задржана и након османског освајања. Управници у Тунису били су бег логора и деј (господар престонице Туниса).
Алеп као значајан стратегијски центар имао је непосредну управу. До 19. века њиме је управљао валија кога је постављао Истанбул. Тако је власт могла брзо да реагује на догађаје. Намесник Алепа била је личност окружена великим почастима. Палестина је била подељена на две административне јединице: улазила је у састав ејалета Саида (Сидона; успостављеног 1660) и ејалета Дамаска. Свој успон тамо доживљава Дахир ал Умар из породице Зајдани. Након Дахира, Палестином је завладао мамелук босанског порекла, Али-бег ал Кабир познат као Џазар (касапин). Он се истакао 1799. године при одбрани Акре од француских напада. У Дамаску се усталила квазидинастија Азми. У Египту је постојао највећи јаничарски корпус (око 5000 јаничара у Каиру). Ауторитет Портиних паша у Египту слаби још пре краја 16. века. Прва побуна догодила се 1586. године. У другој половини 18. века од власти се одметнуо Али-бег који престаје да плаћа порез. Његов покушај стварања независне државе у Египту је пропао. Слично је прошао и Али-бегов наследник Мухамед-бег абу Дахаб. Учећи на њиховим грешкама, водећи египатски емири, Мурат-бег и Ибрахим-бег, стварају готово потпуну аутономију, поготово у домену финансија (слали су незнатан део пореза на који су били обавезни). Порта није имала времена ни средстава да у Египту поново учврсти своју власт. Тако у Наполеоновој тврдњи да Египат ослобађа локалног режима Мамелука има много истине. Након Наполеоновог похода, преображај Египта у готово независну државу извршиће Мухамед-Али.

### Државна управа Османске Империје (у последњем периоду Царства - од средине XIX века)
Централна управа
1. Султан (цар).
2. Висока Порта (Влада) - Савет министара, и то за Министарства: спољних дела, унутрашњих дела, правосуђа, финансија, верских фондација, трговине, пољопривреде и јавних радова.
3. Шејх-ул-Ислам (највиши верски достојанственик у Царству).
4. Државни савет.

Провинцијска управа
1. Вилајет, којим је управљао валија.
2. Санџак, којим је управљао мутасариф.
3. Каза, којом је управљао кајмакам.
4. Нахија, којом је управљао мудир.

## Крај Царства - „Болесник са Босфора“ (1839—1922)
Израз "Болесник са Босфора" потиче од руског Цара Николаја I. Све европске силе су гледале „посљедње смртне трзаје“ Османског царства, надајући се да за себе добију један део од те оставштине.
У овом периоду владали су султани: Абдул Меџид (1839—1861), Абдул Азиз (1861—1876), Мурат V (1876), Абдул Хамид II (1876—1909), Мехмед V (1909—1918), Мехмед VI (1918—1922).